# Franz Schubert

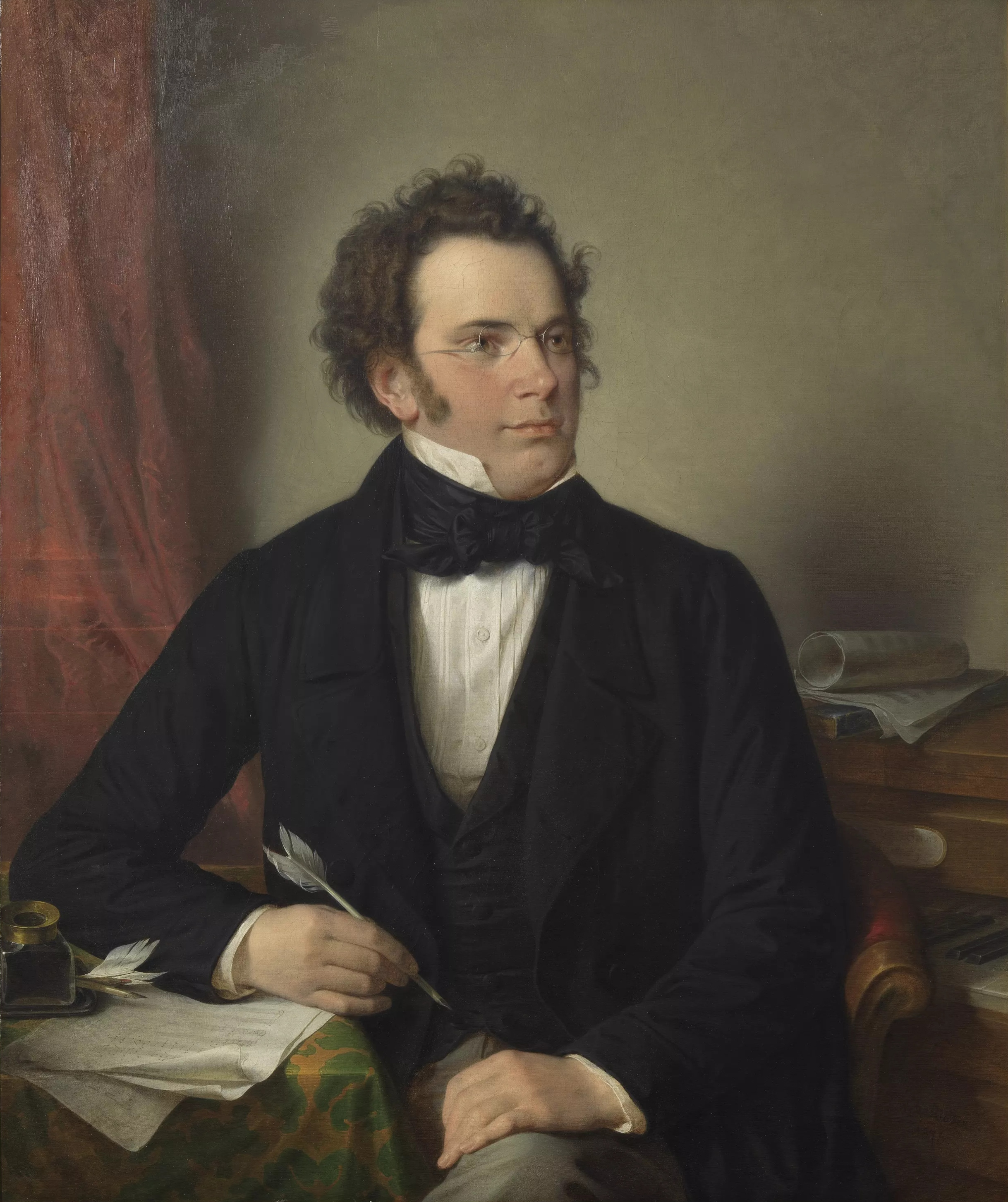
Franz Schubert
(Porträt von Wilhelm August Rieder, 1875, nach einer Aquarellvorlage von 1825)

Franz Peter Schubert (* 31. Jänner 1797 in der Gemeinde Himmelpfortgrund, heute im 9. Bezirk Wiens; † 19. November 1828 in Wieden, jetzt 4. Bezirk) war ein österreichischer Komponist.
Obwohl Franz Schubert schon im Alter von 31 Jahren starb, hinterließ er ein reiches und vielfältiges Werk. Er komponierte über 600 Lieder, weltliche und geistliche Chormusik, sieben vollständige und fünf unvollendete Sinfonien, Ouvertüren, Bühnenwerke, Klaviermusik und Kammermusik.
Schuberts Bedeutung als Komponist wurde erst nach seinem frühen Tod allgemein anerkannt; Mendelssohn, Schumann, Liszt, Brahms und andere Komponisten der Romantik entdeckten und rühmten das Werk ihres Vorgängers. Heute ist Schuberts Rang als herausragender Vertreter der frühen Romantik unbestritten.

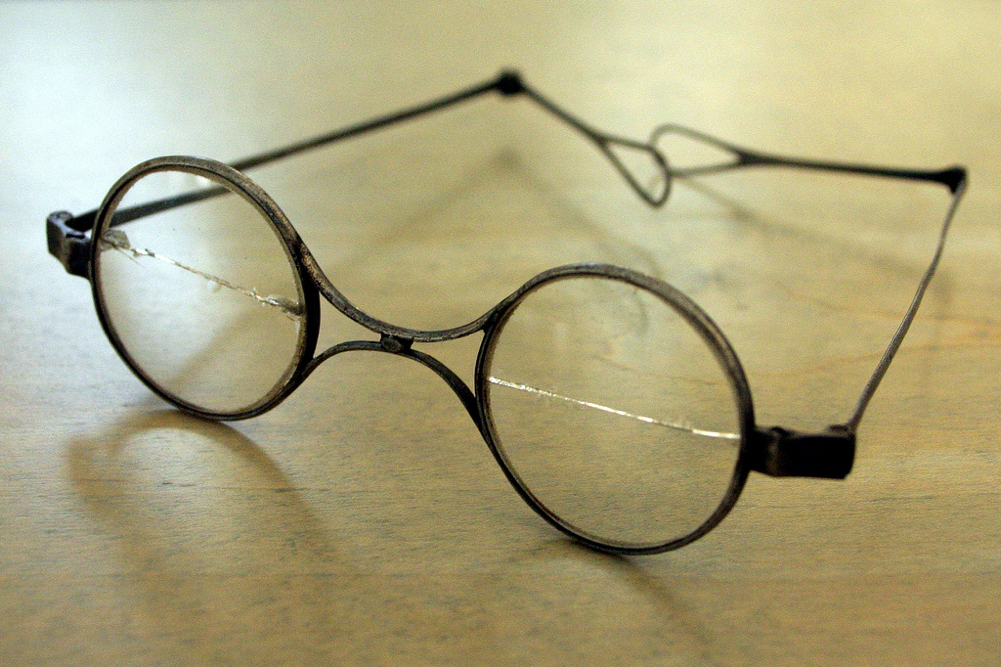
Schuberts Brille

## Leben

### Kindheit

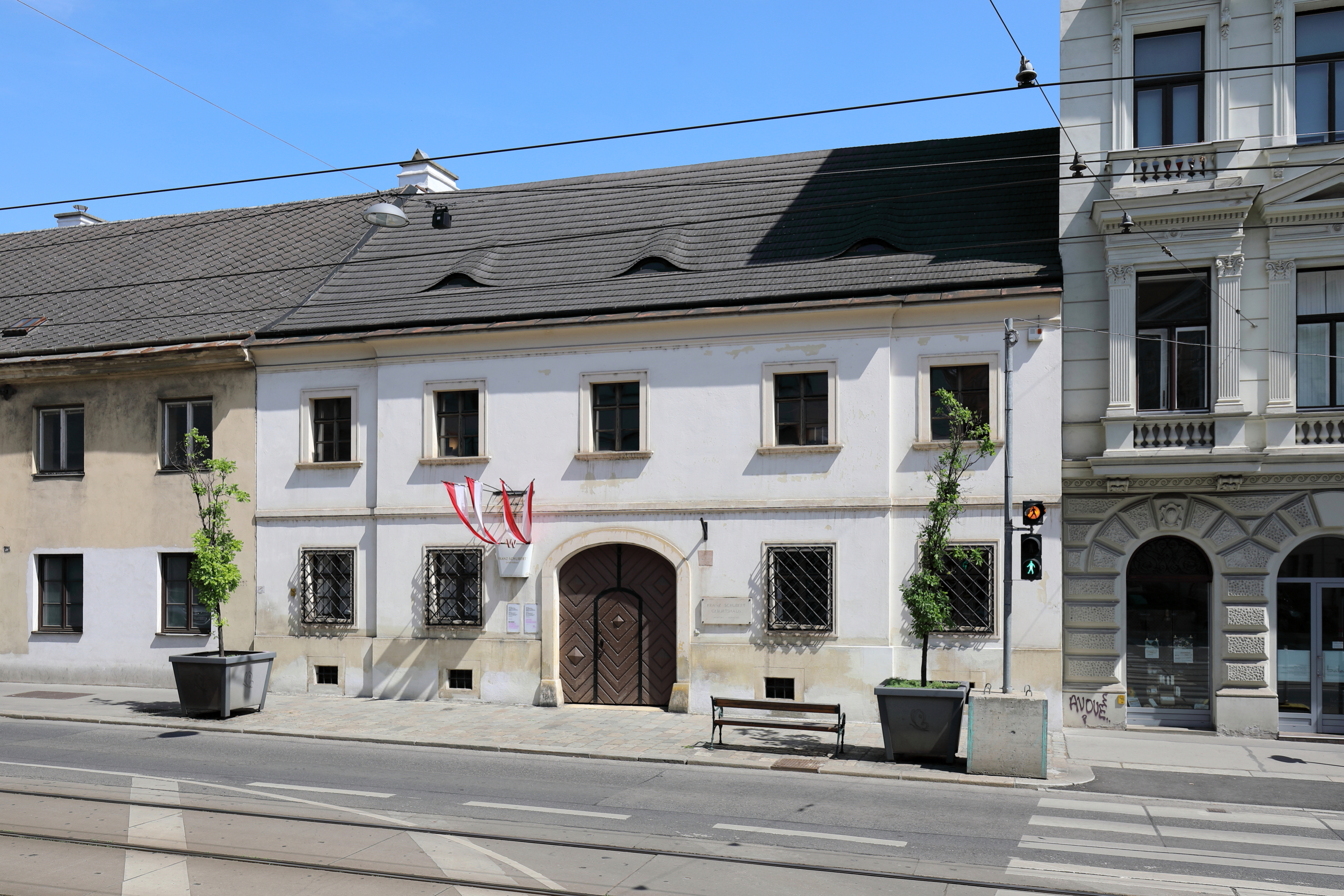
Geburtshaus am Himmelpfortgrund, heute Nußdorfer Straße 54

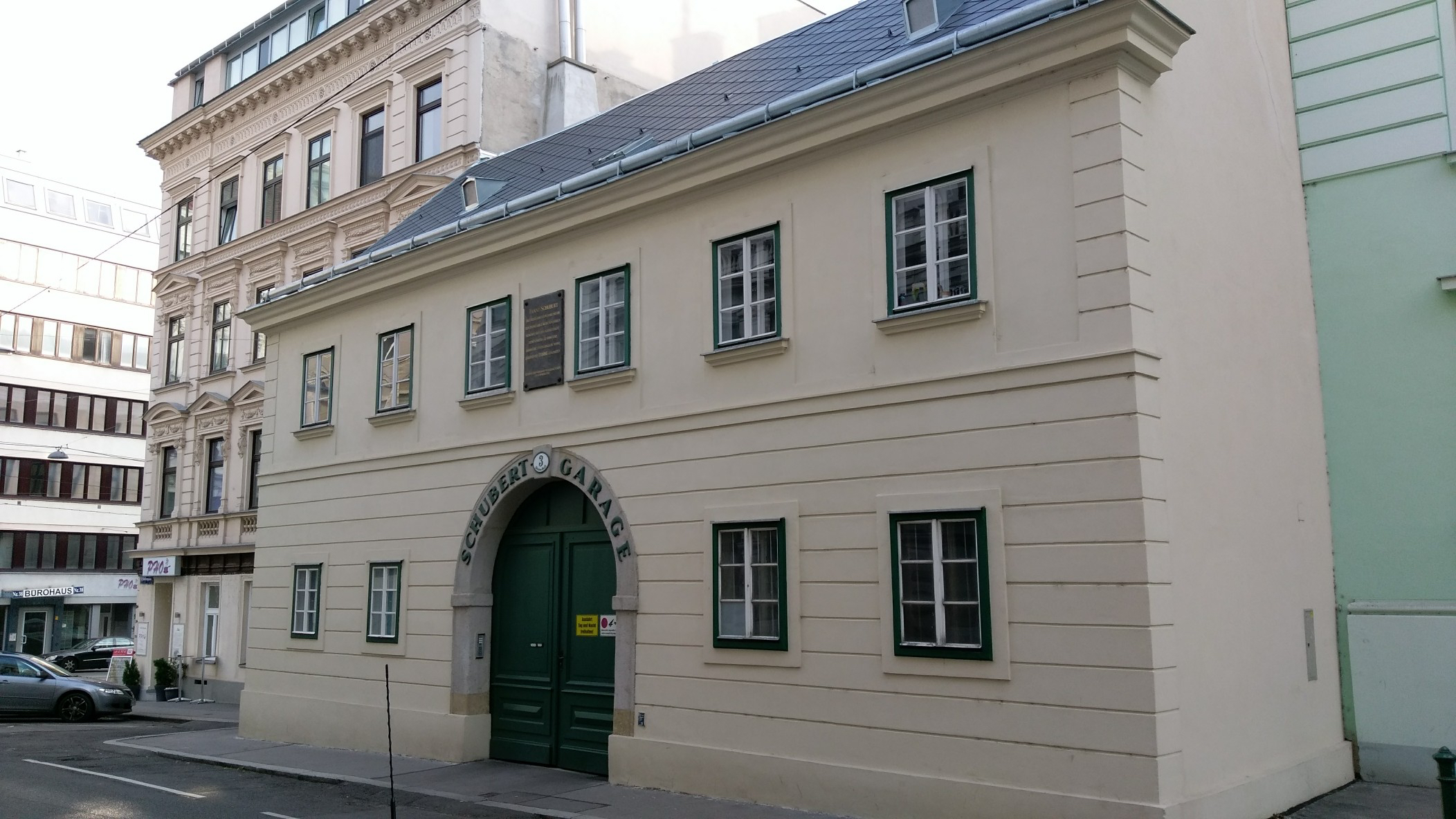
Ab 1801 wohnte Familie Schubert in der Säulengasse 3 in der Vorstadt Himmelpfortgrund

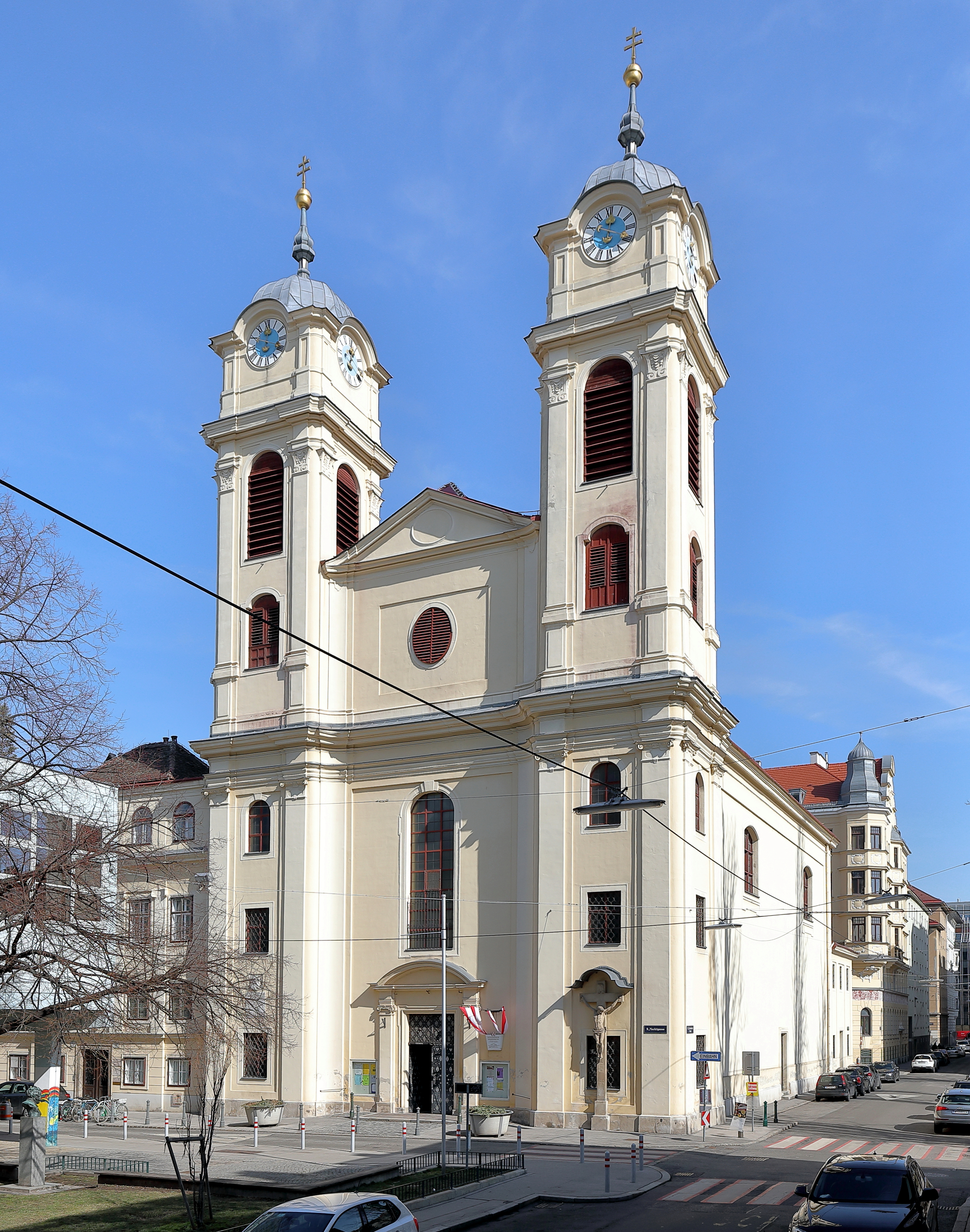
In der Lichtentaler Pfarrkirche wurde Schubert getauft

Franz Peter Schubert wurde als dreizehntes von zwanzig Kindern geboren. Von diesen erreichten nur neun das Erwachsenenalter. Schuberts Vater Franz Theodor (* 1763 in Neudorf in Nordmähren, heute Vysoká; † 9. Juli 1830) war Lehrer und Schulleiter. Seine Mutter Elisabeth Vietz (* 1756 in Zuckmantel, Österreichisch-Schlesien, heute Zlaté Hory; † 28. Mai 1812) war vor der Hochzeit Köchin in einer Wiener Familie.
Im Alter von fünf Jahren erhielt Schubert den ersten regelmäßigen musikalischen Unterricht. Sein Vater lehrte ihn, Violine zu spielen. Mit sechs Jahren ging er in der Wiener Vorstadt Lichtental in die Schule. Mit sieben Jahren bekam er von Michael Holzer, dem Kapellmeister der Lichtentaler Pfarrkirche, bereits Orgelunterricht.
Wegen seiner schönen Stimme wurde er im Oktober 1808 als Sängerknabe (1808–1812) in die Wiener Hofmusikkapelle und in das kaiserliche Konvikt aufgenommen. Schubert lernte dort viele seiner späteren langjährigen Freunde kennen – wie Joseph von Spaun, Albert Stadler und Anton Holzapfel. Er genoss im Konvikt neben dem Kompositionsunterricht von Wenzel Ruzicka und später Antonio Salieri vielfältige musikalische Anregung. Er wirkte nicht bloß als Solist im Gesang, sondern lernte auch die Instrumentalwerke Joseph Haydns und Wolfgang Amadeus Mozarts kennen, da er zweiter Violinist im Konviktorchester war.
Bald zeigte sich seine Begabung in der Komposition. Eine Klavierfantasie G-Dur zu vier Händen ist datiert 8. April–1. Mai 1810. Im nächsten Jahr folgten ein Streichquartett, eine weitere Fantasie in g-Moll, Lieder und andere Stücke. An Sonn- und Feiertagen wurden in der Familie regelmäßig Streichquartettabende veranstaltet, bei denen sein Vater Violoncello, er selbst Viola und seine Brüder Violine spielten.

### Jugend

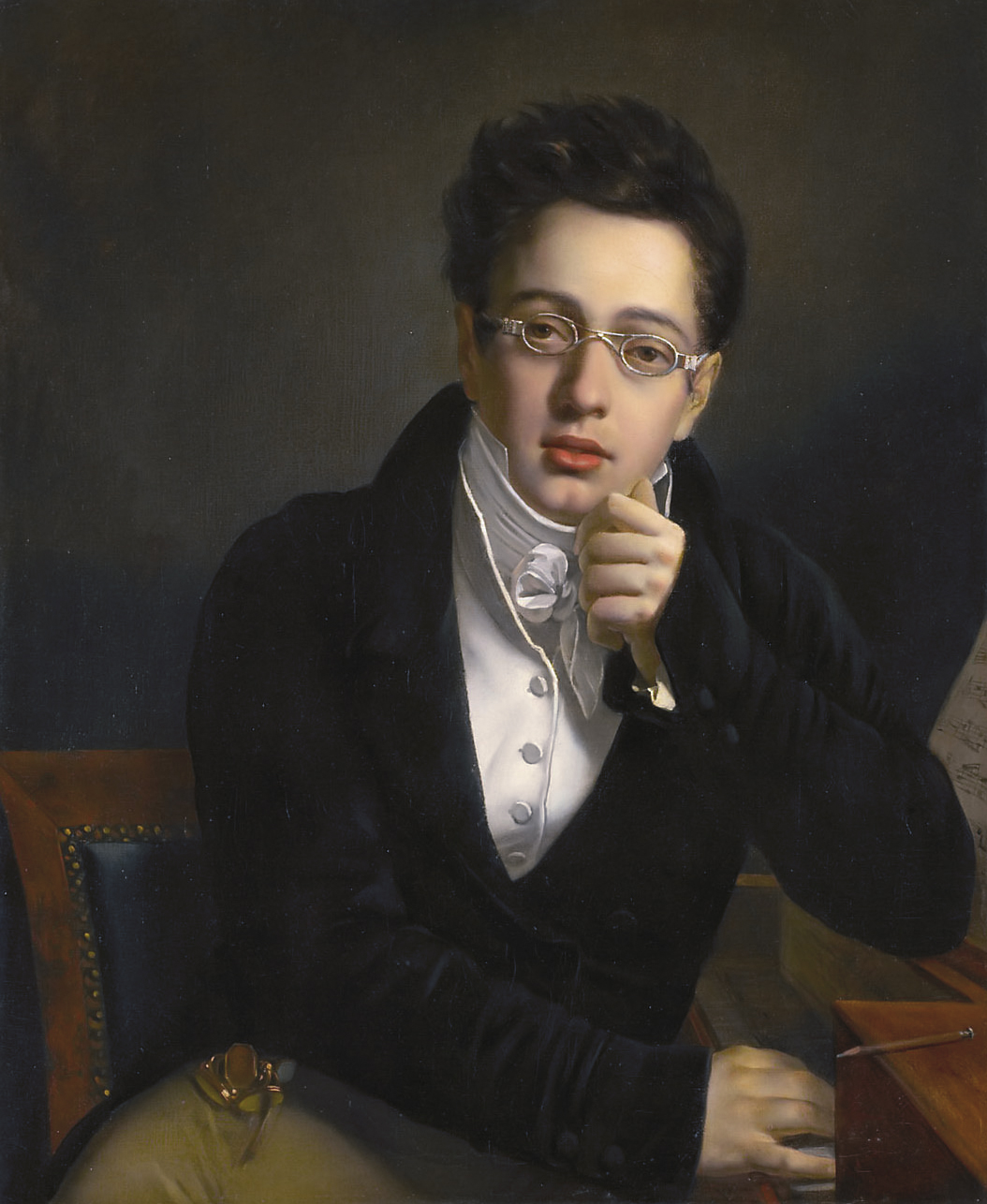
Der junge Schubert (Josef Abel)

Waren seine schulischen Leistungen anfangs noch gut, so verschlechterte er sich im Laufe der Zeit besonders in Mathematik und Latein. Er schlug die Möglichkeit aus, seinen Stiftungsplatz zu verlängern, und kehrte im Oktober 1813 in das elterliche Haus zurück. Zu dieser Zeit komponierte er seine Sinfonie Nr. 1 D-Dur.
Nachdem er eine Lehrerbildungsanstalt besucht hatte, wurde er Ende 1814 Schulgehilfe seines Vaters, ein Amt, das er zwei Jahre hindurch und Ende 1817/Anfang 1818 noch einmal für kurze Zeit versah. Daneben erhielt er noch bis 1816 Unterricht bei Antonio Salieri und komponierte produktiv: Seine erste Oper Des Teufels Lustschloß und seine Messe Nr. 1 in F-Dur (die Uraufführung am 25. September 1814 in der Lichtentaler Pfarrkirche war die erste öffentliche Aufführung eines seiner Werke) stammen beide aus dem Jahr 1814, ebenso mehrere Streichquartette, kürzere Instrumentalwerke, der erste Satz seiner Sinfonie Nr. 2 B-Dur und mehr als zwanzig Lieder, darunter Meisterwerke wie Gretchen am Spinnrade (aus Goethes Faust) und interessante Experimente wie die Ballade Der Taucher (nach Schiller).
Eine noch größere Zahl an Werken komponierte er 1815. Trotz seiner Arbeit als Lehrer beendete er zwei Sinfonien (Nr. 2 B-Dur, Nr. 3 D-Dur), zwei Messen (Nr. 2 G-Dur, Nr. 3 B-Dur), die Opern Der vierjährige Posten, Fernando und Claudine von Villa Bella sowie zwei weitere unvollendete. Dazu kamen das Streichquartett g-Moll, vier Sonaten und einige weitere Kompositionen für Klavier sowie fast 150 Lieder von teilweise beträchtlicher Länge, von denen er manchmal mehrere pro Tag schrieb.
Angesichts der zunehmenden Unvereinbarkeit seiner Lehrerstelle mit dem Komponieren unternahm Schubert zahlreiche Versuche, sich als Komponist zu etablieren. Aber die Verlage lehnten die Publikation seiner Werke ab. Im Frühjahr 1816 bewarb er sich erfolglos um den Posten eines Kapellmeisters in Laibach / Ljubljana. Über seinen Freund Joseph von Spaun kam er in Wien in Kontakt mit Franz von Schober. Auf dessen Vorschlag verließ Schubert seine Lehrerstelle und zog für acht Monate in Schobers Wohnung, um mehr Zeit mit der Komposition zu verbringen. Von den Kompositionen aus diesem Jahr seien nur die Goethe-Ballade Erlkönig, die Prometheus-Kantate, die beiden Sinfonien Nr. 4 c-Moll (die „Tragische“) und Nr. 5 B-Dur sowie die Messe Nr. 4 C-Dur erwähnt.
Während dieser ganzen Zeit weitete sich sein Freundeskreis ständig aus. Der Dichter Johann Mayrhofer, den er im Dezember 1814 kennengelernt hatte, schrieb ihm zwei Libretti. Schober machte ihn mit dem Bariton Johann Michael Vogl bekannt, einem der wichtigsten Sänger an der Wiener Hofoper, der seine Lieder bald in den literarischen Salons sang und ihn damit der Öffentlichkeit vorstellte. Der Pianist Josef von Gahy spielte seine Sonaten und Fantasien. Die musikalische Bürgerfamilie Sonnleithner, insbesondere deren ältester Sohn, Leopold von Sonnleithner, organisierte zu seinen Ehren musikalische Zusammenkünfte, die ab 1821 als Schubertiaden bezeichnet wurden und in ähnlicher oder anders organisierter Form noch immer stattfinden.

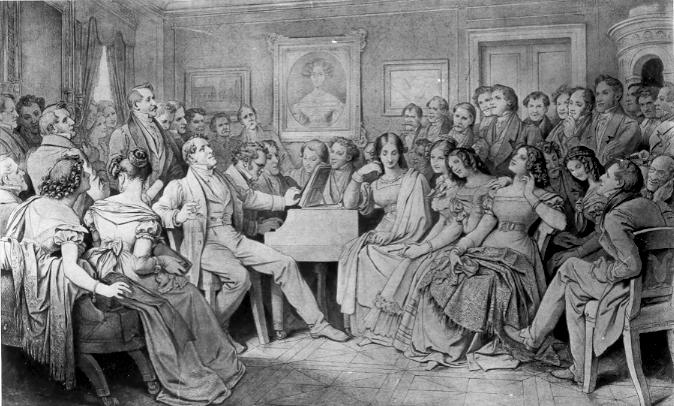
Schubertiade, bekannt unter dem Titel Ein Schubert-Abend bei Joseph von Spaun, mit Franz Schubert am Klavier (Sepia-Zeichnung von Moritz von Schwind, 1868, Wien Museum, Wien)

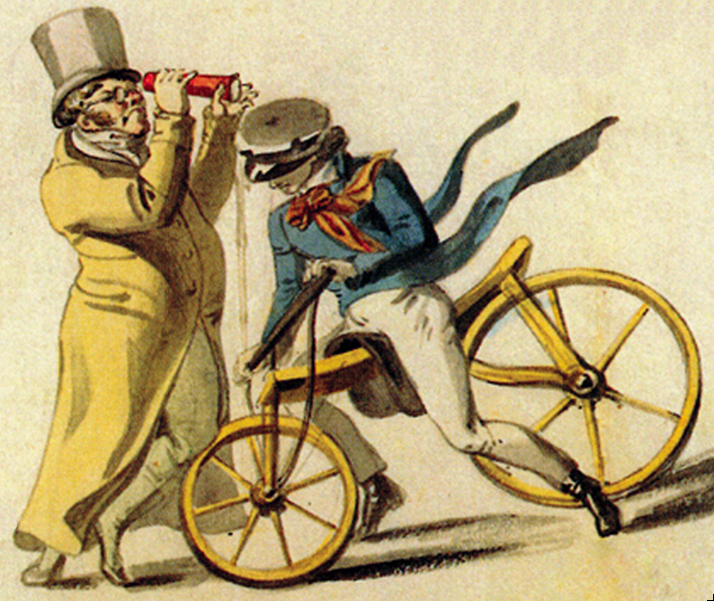
Schubert und Leopold Kupelwieser in der Unsinnsgesellschaft. Karikatur von Leopold Kupelwieser (16. Juli 1818)

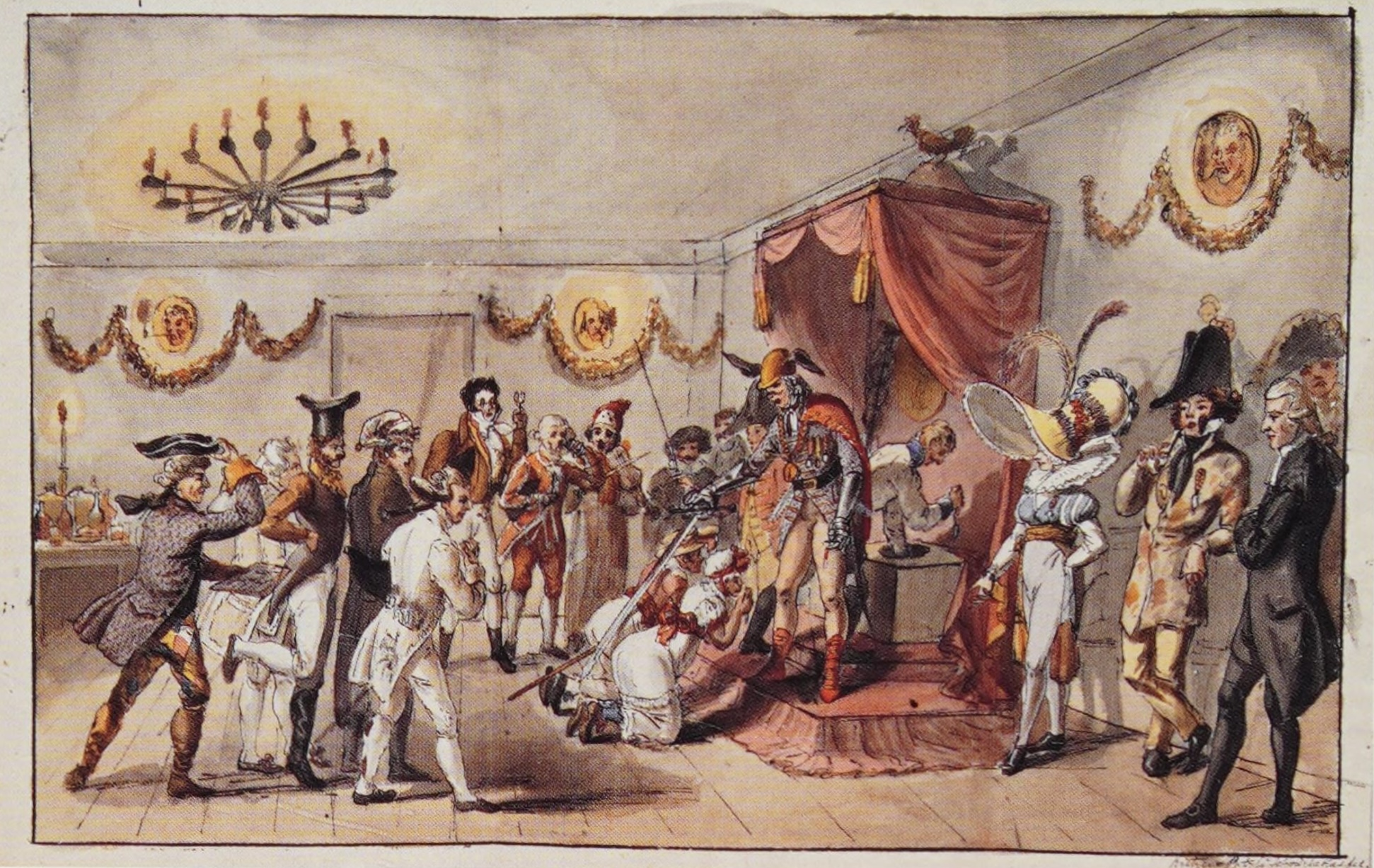
Silvesterfeier der Unsinnsgesellschaft 1817: Der Unsinniade 4. Gesang. Aquarell von Ernst Welker (31. Dezember 1817)

Mit Mayrhofer und Johann Chrysostomus Senn gehörte Schubert um 1818/19 auch dem Wiener burschenschaftlichen Kreis („Sennscher Kreis“) an, der 1820 von der Polizei aufgelöst wurde.
Schubert hatte kein eigentliches Einkommen, denn seine Lehrerstelle hatte er aufgegeben, öffentliche Auftritte brachten nichts ein, die Verleger interessierten sich noch nicht für seine Musik. Für sein Auskommen mussten teils seine Freunde sorgen. In einer sogenannten Unsinnsgesellschaft junger Künstler pflegte er enge Kontakte zu den Brüdern Kupelwieser, seinem späteren Librettisten Joseph Kupelwieser und dem Maler Leopold Kupelwieser, der – als einer von Wenigen – authentische zeitgenössische Porträts von Schubert gemalt hat, neben Wilhelm August Rieder (Aquarell 1825) und Anton Depauly (dessen Porträt von 1828 ursprünglich und irrtümlich Joseph Willibrord Mähler oder Franz Eybl zugeschrieben wurde).
Als Schubert 1817 zum ersten Mal vom Lehrerdienst befreit war, widmete er sich insbesondere der Klaviersonate (a-Moll D 537, As-Dur D 557, e-Moll D 566, Des-Dur D 567, fis-Moll D 570, H-Dur D 575). Auch die Entstehung einiger seiner bekanntesten Lieder fiel in diese Zeit (etwa Ganymed, Der Tod und das Mädchen und Die Forelle).
Im Jänner 1818 erschien mit dem Lied Erlafsee (D 586), nach einem Gedicht von Mayrhofer, Schuberts erste Komposition im Druck (als Beilage zur von Franz Sartori herausgegebenen Anthologie „Mahlerisches Taschenbuch für Freunde interessanter Gegenden. Natur- und Kunst-Merkwürdigkeiten der Österreichischen Monarchie“).

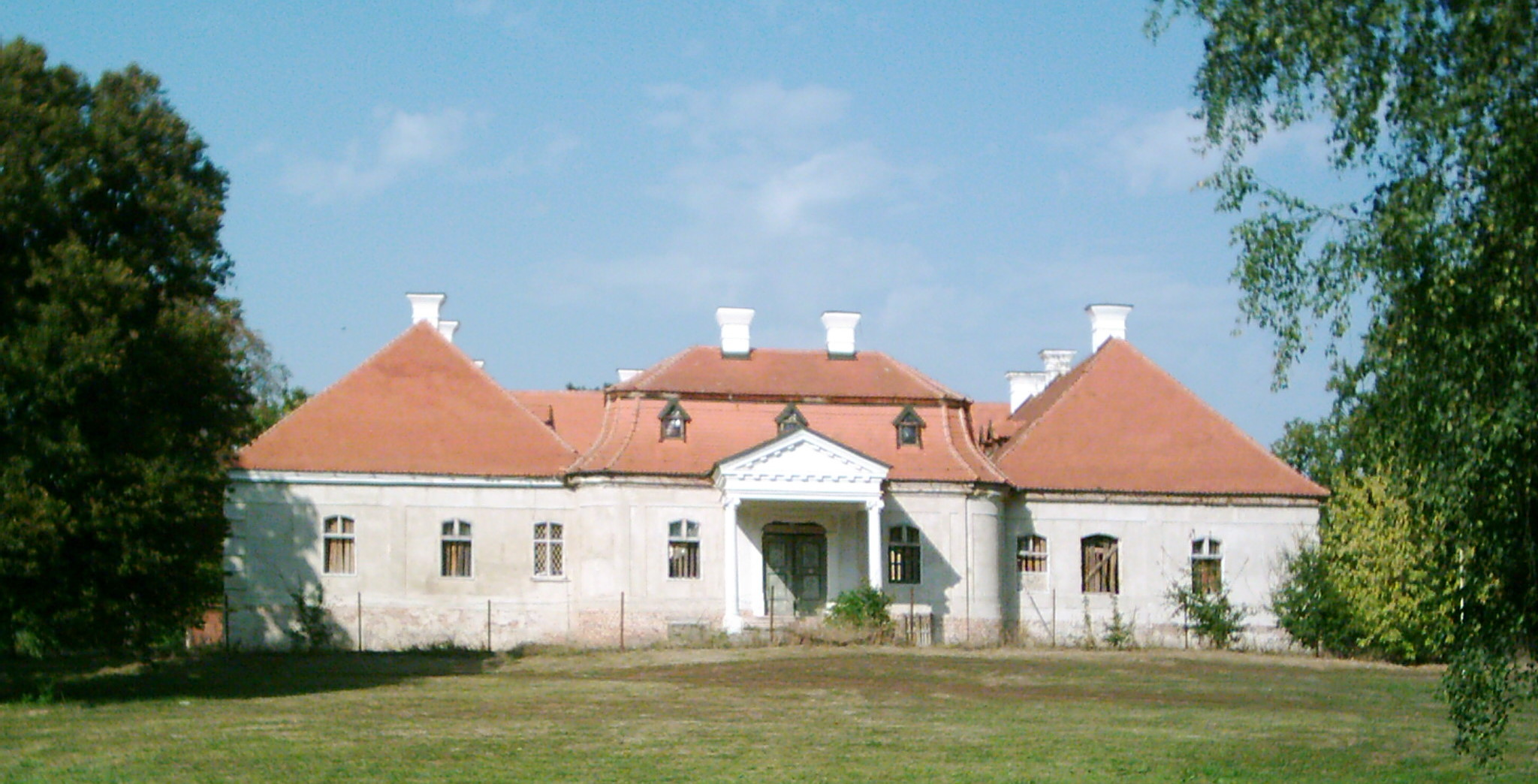
Landsitz der Familie Esterházy in Zselíz

Von Anfang Juli bis Mitte November 1818 (und auch im Sommer 1824) war er von der Familie des Grafen Johann Carl Esterházy, die er schon in dessen Stadtpalais in Wien musikalisch betreut hatte, als Sing- und Klaviermeister auf deren Gut in Zselíz / Zelis in Ungarn (heute Slowakei) engagiert. Für die Komtessen Marie und Caroline, die Töchter des Grafen, schrieb er vierhändige Stücke und Lieder. Im selben Jahr schuf er seine Sinfonie Nr. 6 in C-Dur.
Bei seiner Rückkehr nach Wien im Spätherbst 1818 kam Schubert nicht mehr bei Schober unter und wohnte nun zwei Jahre mit Johann Mayrhofer in dessen Zimmer zusammen. Sein Leben ging nun wieder den alten Gang. Jeden Morgen begann er nach dem Aufstehen mit dem Komponieren, aß um zwei Uhr, ging spazieren und wandte sich dann erneut der Komposition zu oder besuchte Freunde. Seine Entscheidung gegen den Lehrerberuf war nun endgültig.
Seinen ersten Auftritt als Liedkomponist hatte er am 28. Februar 1819 im Saal des Hotels „Zum römischen Kaiser“ (Freyung Nr. 145, heute Renngasse 1) mit Schäfers Klagelied. Im Sommer des gleichen Jahres ging er mit Vogl auf Urlaub in Oberösterreich. Im Herbst schickte er drei seiner Lieder an Goethe, aber – soweit bekannt – ohne Erfolg.

### Reifejahre
In den folgenden Jahren ging Schuberts Schaffen quantitativ zurück, dafür zeigen die Kompositionen des Jahres 1820 eine Weiterentwicklung seines Stils. Im Februar begann er mit dem unvollendet gebliebenen Oratorium Lazarus, später schrieb er neben kleineren Stücken eine Vertonung des 23. Psalms für Chor mit Klavierbegleitung, den Gesang der Geister und den Quartettsatz in c-Moll.

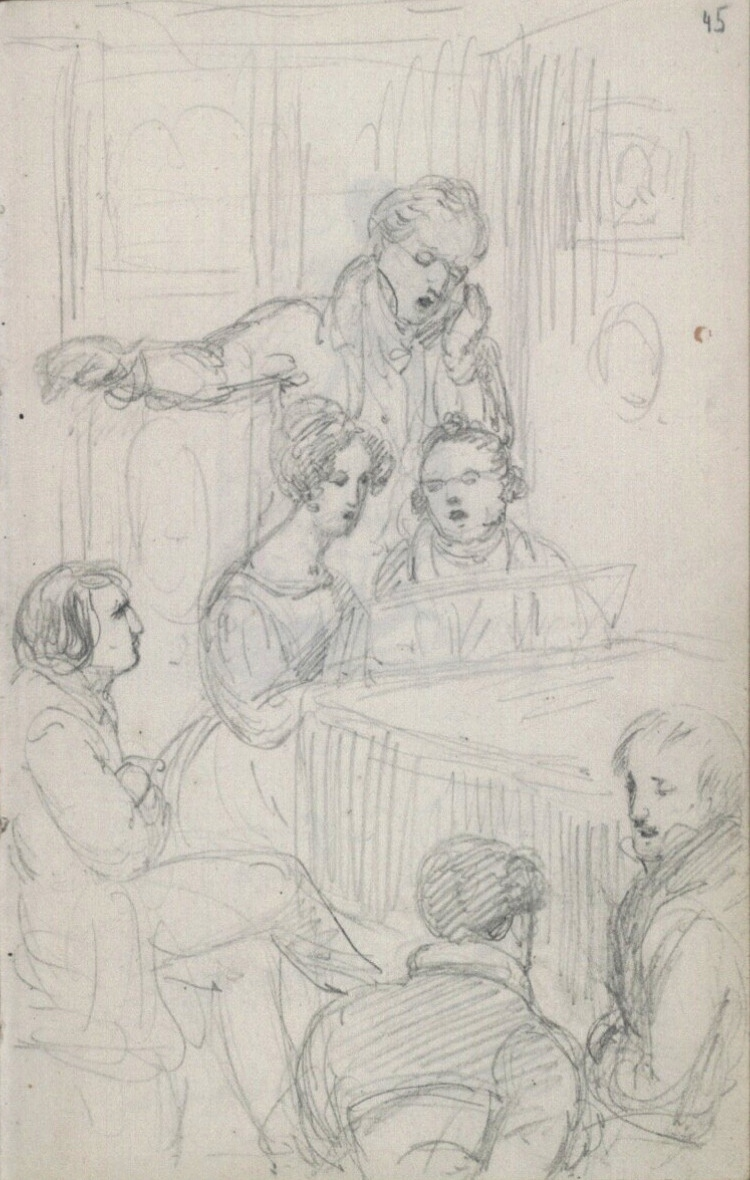
Franz Schubert im Freundeskreis, Zeichnung von Ferdinand Georg Waldmüller, Albertina Wien.

Erstmals wurden in diesem Jahr zwei von Schuberts Opern aufgeführt: das einaktige Singspiel Die Zwillingsbrüder am 14. Juni am Theater am Kärntnertor und Die Zauberharfe am 19. August im Theater an der Wien. Bis dahin waren seine größeren Kompositionen – mit Ausnahme der Messen – nicht über das Amateurorchester im Gundelhof hinausgekommen, das aus den heimischen Quartettveranstaltungen hervorgegangen war. Da beide Stücke passable Erfolge waren, konnte er sich nun an eine breitere Öffentlichkeit wenden. Aber erst als Vogl den Erlkönig in einem öffentlichen Konzert gesungen hatte, konnte der Verleger Anton Diabelli überzeugt werden, einige Werke Schuberts auf Kommission zu veröffentlichen.

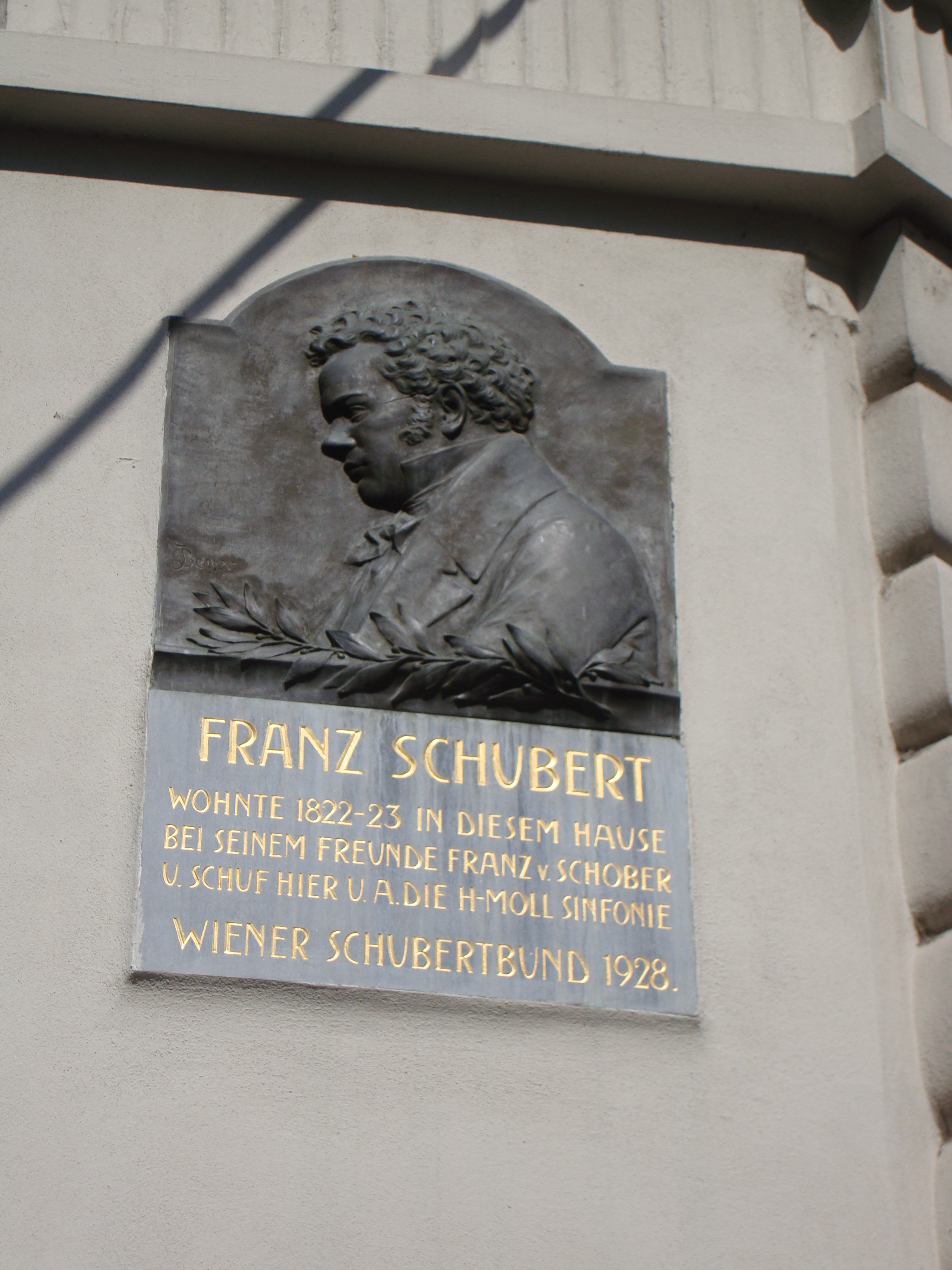
Gedenktafel am Göttweiger Hof in der Spiegelgasse

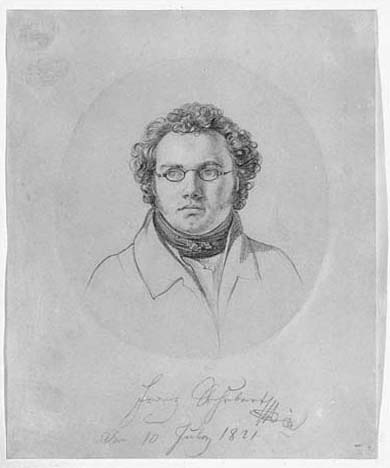
Schubert am 10. Juli 1821, Porträtzeichnung von Leopold Kupelwieser

1821 begann die Freundschaft mit Moritz von Schwind. Schubert wohnte zeitweise wieder bei seinem Freund Franz von Schober, etwa 1822 im Göttweiger Hof, wo unter anderem die Unvollendete und die Wanderer-Fantasie entstanden. Es fanden Schubertiaden im Freundeskreis statt, unter anderem im niederösterreichischen Schloss Atzenbrugg, wo Schobers Onkel Gutsverwalter war. Etliche Gedichtvertonungen, so Jägers Liebeslied, beziehen sich auf die Freundschaft mit Schober.

Franz Schubert am Klavier, Aquarell von Leopold Kupelwieser (Der Sündenfall, 1821, Wien Museum, Wien).

Ebenso wie bei Schuberts Beziehung zu Mayrhofer weisen diverse Dokumente und eine ausführliche Werkanalyse von Christoph Schwandt auch hier auf eine homosexuelle Beziehung hin.
1821/22 verdiente Schubert an der Veröffentlichung von Opus 1–7 und 10–12 etwa 800 fl. Konventionsmünze. Als Schulgehilfe hatte er von seinem Vater neben Kost und Logis jährlich lediglich 80 fl. bekommen. Otto Erich Deutsch, der 1951 das erste vollständige Gesamtverzeichnis der Werke Schuberts erstellte, schätzte Schuberts weiteres Einkommen aus Veröffentlichungen, Honoraren und Geschenken zwischen 1822 und 1828 auf etwa 7000 fl. Konventionsmünze.
Ermutigt von den Erfolgen versuchte Schubert nun, sich als Bühnenkomponist zu etablieren, wurde aber in seinen Hoffnungen enttäuscht. Sowohl Alfonso und Estrella – komponiert zwischen September 1821 und Februar 1822 – als auch Die Verschworenen nach Ignaz Franz Castelli (April 1823) wurden vom Theater abgelehnt, Fierrabras (Herbst 1823) nach ersten Proben abgesetzt. Die Schauspielmusik zu Helmina von Chézys Rosamunde wurde zwar gut angenommen, das Stück selbst aber nach zwei Abenden abgesetzt.
Schuberts Gesundheitszustand gab Anlass zu Spekulationen. Mit zunehmendem Alter wurde er korpulenter und neigte zu alkoholischen Exzessen. Die erste authentisch überlieferte Krankheit befiel ihn im Dezember 1822. Ein Krankenhausaufenthalt im Herbst 1823 brachte zwar Besserung, aber schon im nächsten Frühjahr scheint die Krankheit den Komponisten psychisch besonders schwer belastet zu haben („ich fühle mich als den unglücklichsten, elendsten Menschen der Welt“ schrieb er an Leopold Kupelwieser). Nach gängiger Auffassung der Schubertforschung hatte sich Schubert damals eine Geschlechtskrankheit zugezogen, wohl Syphilis, denn er befand sich im Jänner 1823 zu stationärer Behandlung im Wiener Allgemeinen Krankenhaus wegen syphilitischer Geschwüre.
Über Schuberts Lebensweise dieser Zeit kursieren verschiedene Legenden. So heißt es, dass Schubert das meiste für Schuldienst oder verkaufte Kompositionen eingenommene Geld für Abende im Freundeskreis in den Altwiener Gasthäusern ausgab, was seinem Ruf nicht gerade förderlich gewesen sei. Einer ungesicherten Anekdote zufolge nahm der Wirt sogar hin und wieder ein Lied in Zahlung, das Schubert oft gleich am Wirtshaustisch komponierte, wenn er die Rechnung nicht bar bezahlen konnte. Weiter heißt es über Schuberts Arbeitseifer, dass er nachts stets seine gewohnten Augengläser aufbehielt, damit er am Morgen gleich ohne Zeitverlust zu komponieren beginnen konnte.
Trotz seiner Beschäftigung mit der Bühne und später mit seinen offiziellen Pflichten fand er während dieser Jahre die Zeit für viele andere Kompositionen. 1822 wurde die Messe Nr. 5 As-Dur beendet und die Sinfonie in h-Moll begonnen. Sein erster berühmter Liederzyklus, Die schöne Müllerin, stammt aus dem Jahr 1823, die Variationen auf Trockne Blumen und zwei Streichquartette in a-Moll (Rosamunde) und d-Moll (Der Tod und das Mädchen) stammen aus dem Jahr 1824.
Im Frühjahr 1824 schrieb er sein Oktett F-Dur. Von Ende Mai bis Mitte Oktober 1824 war er zum zweiten Mal in Zelis engagiert. Er widmete der 19-jährigen Komtesse Caroline Esterházy die drei Lieder „Ungeduld“, „Morgengruß“ und „Des Müllers Blumen“ aus der Schönen Müllerin. Dort notierte Schubert auch die zweihändige Mélodie hongroise D 817 und arbeitete sie im Finale des vierhändigen Divertissement à la Hongroise D 818 aus, das wohl nach der Rückkehr aus Zelis entstand. In Zelis entstand ferner die vierhändige Klaviersonate D 812, das Grand Duo. Auf Vorschlag von Gräfin Rosine Esterházy vertonte er das „Gebet“ von Friedrich de la Motte Fouqué als Vokalquartett.

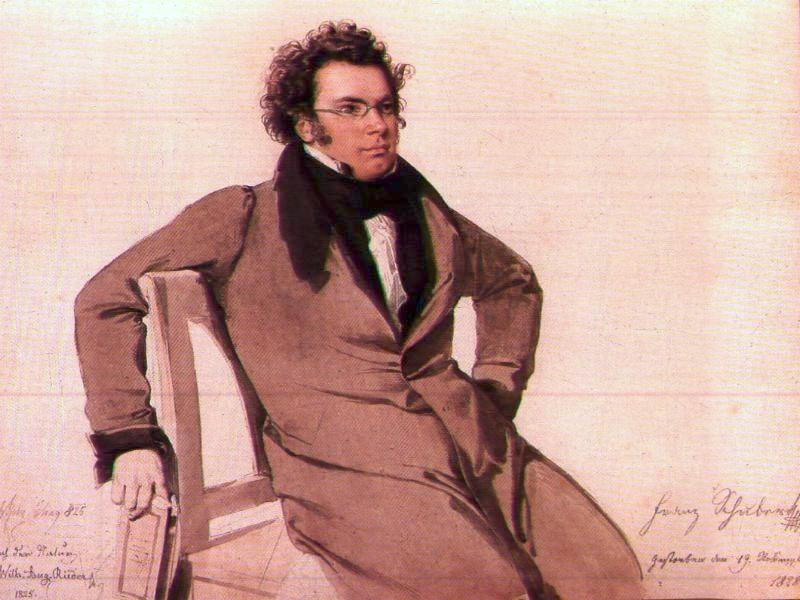
Franz Schubert im Mai 1825,
Heliogravüre nach dem Aquarell von Wilhelm August Rieder,
unten signiert von Rieder und Schubert

Franz Schuberts Gesichtsmaske. Es ist umstritten, ob es sich um eine Totenmaske oder eine Lebendmaske handelt.

Im Jahr 1825 hatte Schubert noch einmal eine glücklichere Phase, in die eine Reise durch das Erzherzogtum Österreich ob der Enns (mit dem Salzburgkreis) zur Kur nach Bad Gastein fiel. Dort und in Gmunden, wo er sechs Wochen Gast bei Kunstmäzen Ferdinand Traweger (1786–1832) war, arbeitete er an der später sog. Gmunden-Gasteiner Sinfonie und schrieb seine Klaviersonate D-Dur (D 850); wohl bereits kurz zuvor war die Klaviersonate a-Moll (D 845) entstanden, die er zu einem recht hohen Preis veröffentlichen konnte. Er schloss Freundschaft mit Eduard von Bauernfeld. Weiterhin pflegte er seine Kontakte zu Anselm Hüttenbrenner und Johann Baptist Jenger, den Freunden in der Steiermark.

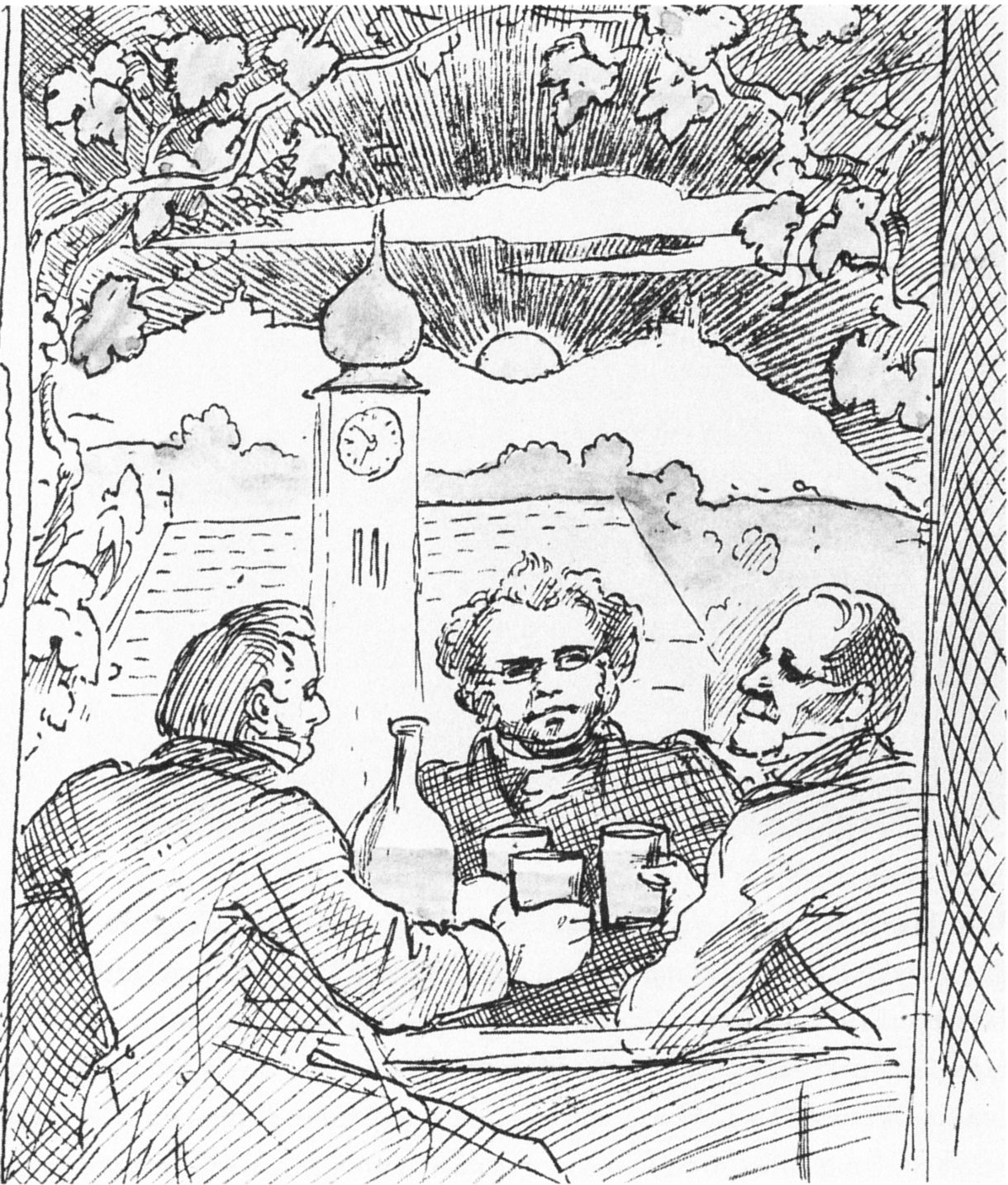
Franz Lachner (links), Schubert und Eduard von Bauernfeld beim Heurigen (Moritz von Schwind, 1862)
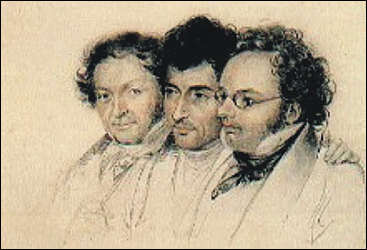
Jenger, Hüttenbrenner und Schubert, Lithographie von Josef Teltscher, 1827

### Die letzten Jahre

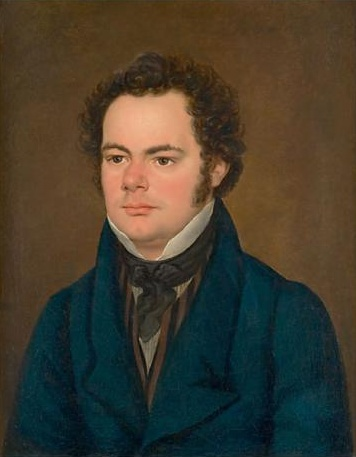
Franz Schubert, gemalt um 1827 von Anton Depauly

Von 1826 bis 1828 hielt sich Schubert – abgesehen von einem kurzen Aufenthalt in Graz im Haus von Marie Pachler-Koschak – in Wien und seinen Vorstädten auf. Die Stelle des Vizekapellmeisters an der kaiserlichen Hofkapelle, um die er sich 1826 bewarb, wurde nicht an ihn, sondern an Joseph Weigl vergeben. Am 26. März 1828 gab er das einzige öffentliche Konzert seiner Karriere, das ihm 800 Gulden Wiener Währung (320 fl. Konventionsmünze) einbrachte. Zahlreiche Lieder und Klavierwerke waren inzwischen gedruckt worden.
Die endgültige Fassung des Streichquartetts d-Moll mit den Variationen auf Der Tod und das Mädchen schrieb er während des Winters 1825/1826. 1826 folgten das Streichquartett G-Dur, das Rondeau brillant für Klavier und Violine, die Klaviersonate in G-Dur sowie Schuberts bekanntestes geistliches Werk, die Deutsche Messe.
1827 komponierte er den Liederzyklus Winterreise, die Impromptus, die Fantasie für Klavier und Violine und die beiden Klaviertrios B-Dur op. 99 und Es-Dur op. 100. 1828 schrieb er die Messe Nr. 6 Es-Dur, das Streichquintett C-Dur (D 956), die zusammengehörigen letzten drei Klaviersonaten (D 958–960) und eine Liedersammlung, die nach seinem Tod veröffentlicht und Schwanengesang genannt wurde. Ferner skizzierte er noch drei Sätze für eine Sinfonie in D-Dur. Knapp vor seinem Tod erhielt Schubert von Simon Sechter eine Lektion in Kontrapunkt.

### Tod

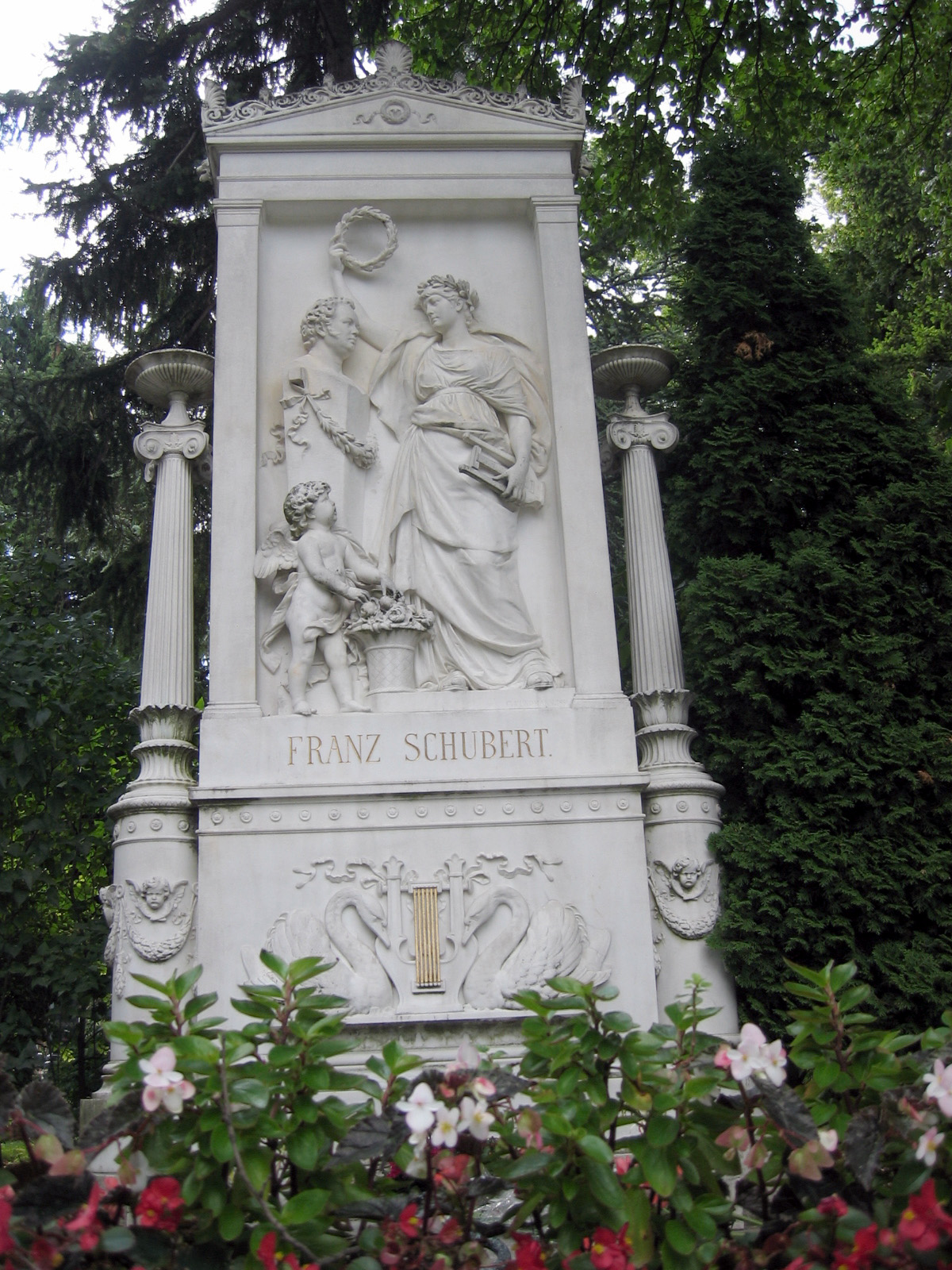
1888 errichtetes Ehrengrab auf dem Wiener Zentralfriedhof, Entwurf Theophil Hansen

Nach zwei Wochen kontinuierlichen Fiebers starb Franz Schubert am 19. November 1828 im Alter von 31 Jahren um 3 Uhr nachmittags in der Wohnung seines Bruders Ferdinand Schubert im Haus „Auf der neuen Wieden N° 694“ (heute Kettenbrückengasse 6 im Bezirk Wieden, ⊙). Er litt weiterhin unter der fortbestehenden Syphilis, doch dürfte die Todesursache eine akute Infektionskrankheit gewesen sein, wahrscheinlich Typhus. Diese Krankheit wurde damals „Nervenfieber“ genannt.
Schubert wurde zunächst auf dem Währinger Friedhof in der Nähe von Ludwig van Beethovens Grab bestattet.
Am 22. September 1888 wurde Schuberts Leiche exhumiert. Franz Schuberts Schädel wurde eingehend untersucht, vermessen und fotografiert. Die feierliche Wiederbestattung auf dem Wiener Zentralfriedhof in einem Ehrengrab (Gruppe 32 A, Nummer 28) erfolgte am 23. September in Anwesenheit von Schuberts Brüdern Andreas und Hermann sowie weiterer Verwandter. Hermann Schubert nahm in seiner Eigenschaft als Priester zusammen mit dem Pfarrer von Währing die Einsegnung vor. An die religiöse Zeremonie schloss sich das von der Währinger Liedertafel gesungene Grablied Schuberts an. Der neue Metallsarg stammte – wie bereits der alte – von der Sargfabrik Beschorner. Tausende Sänger sowie eine „unermeßliche Menge Publicums“ säumten den Leichenzug entlang der Ringstraße. Vizebürgermeister Johann Nepomuk Prix sprach am Ende der Beisetzungsfeier:

„Durch vereintes Wirken wurde es erreicht, daß der hehre Sänger nunmehr in dem von der Gemeinde Wien gewidmeten Ehrengrabe ruht neben seinen Zeitgenossen Beethoven, der große Schüler neben dem großen Meister, wie er es gewünscht. […] Die Vertretung der Stadt Wien wird dieses Grabmal, welches ein kostbares Kleinod birgt, hüten und bewahren gegen alles Ungemach der Zeiten, auf daß auch die spätesten Geschlechter an dem Beispiele sich erbauen mögen, wie das heutige Wien seinen großen deutschen Sänger ehrt.“

Schuberts Grabstätte lag damit wieder neben der von Beethoven, der kurz zuvor am 22. Juni 1888 ebenfalls auf den Zentralfriedhof umgebettet worden war.

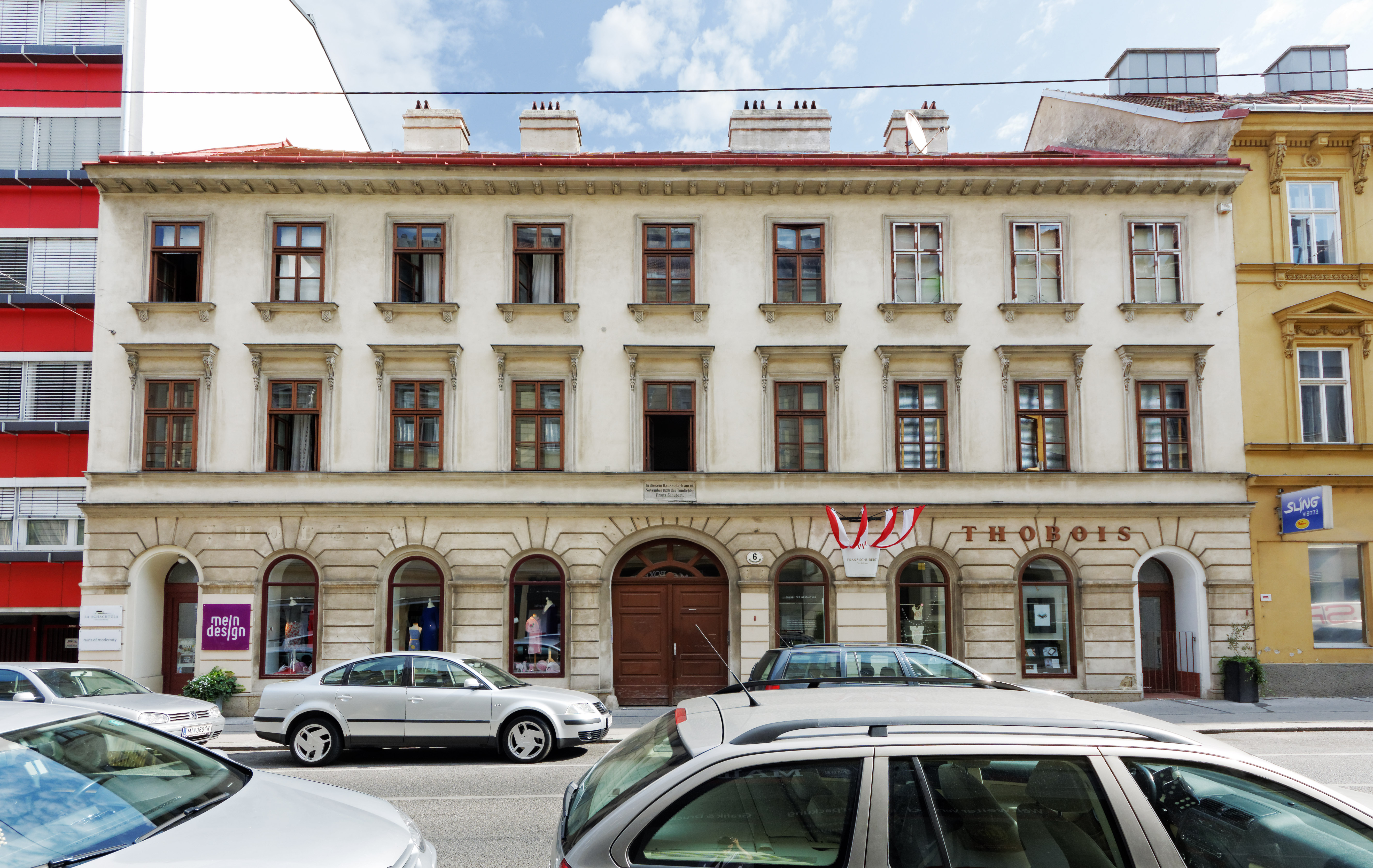
Schuberts Sterbehaus (Kettenbrückengasse 6, Wien IV)
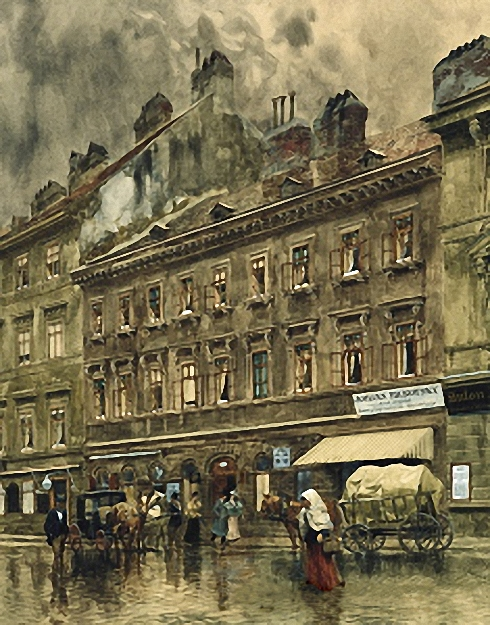
Schuberts Sterbehaus, Aquarell von Franz Kopallik
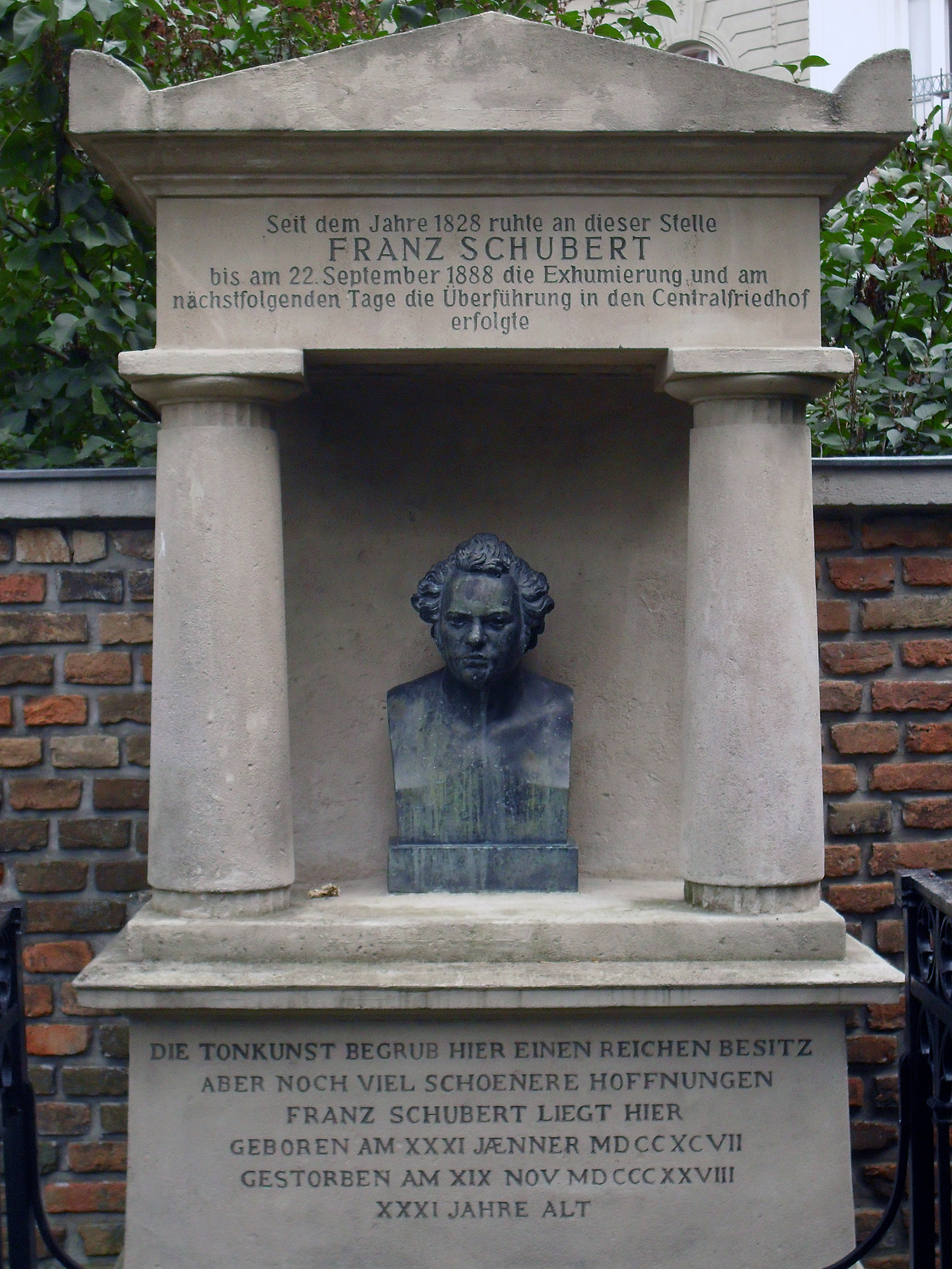
Erstes Grab neben dem von Beethoven auf dem Friedhof zu Währing, Porträtbüste von Josef Alois Dialer
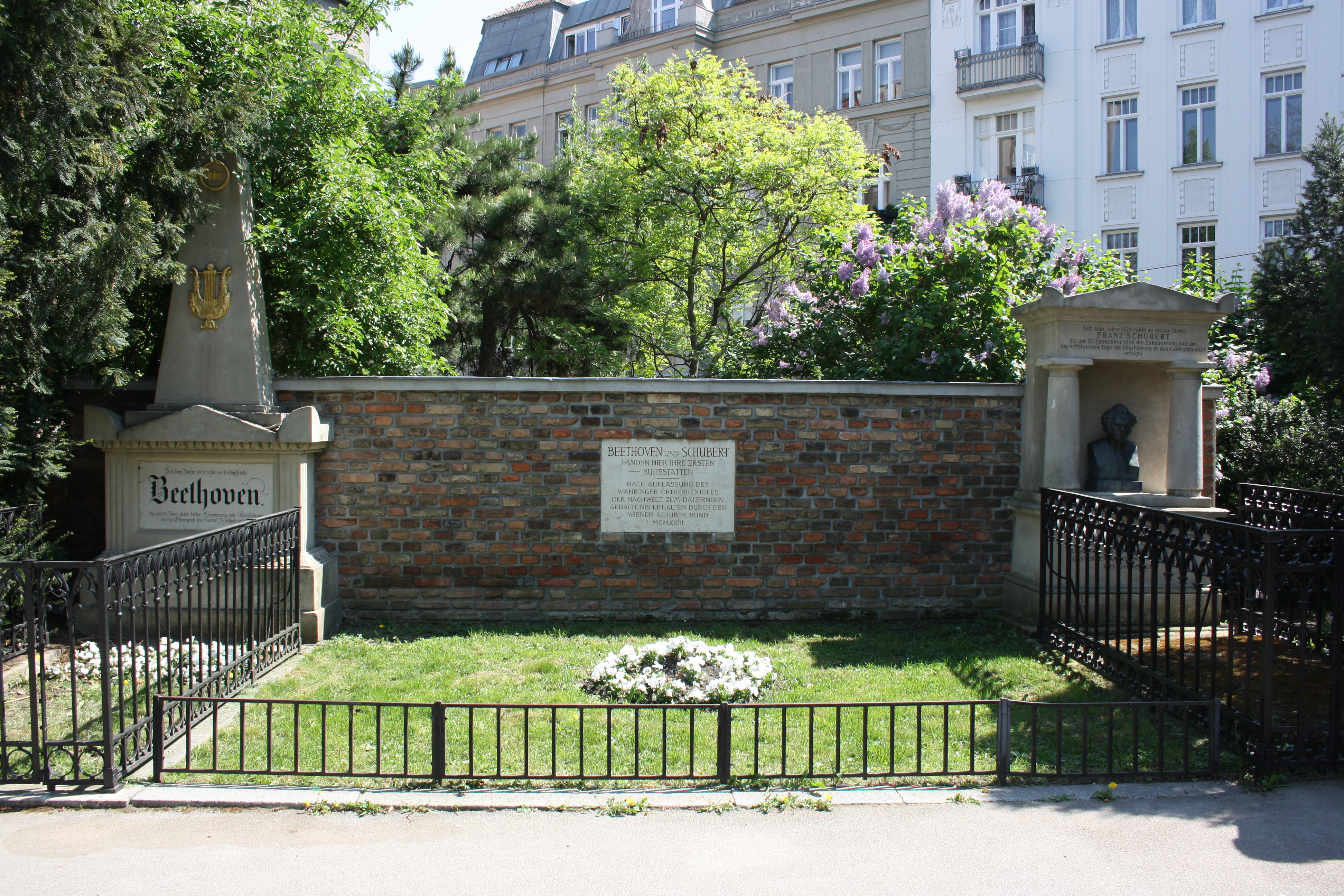
Erste Gräber von Beethoven und Schubert in Währing

## Rezeption und Nachwirkung

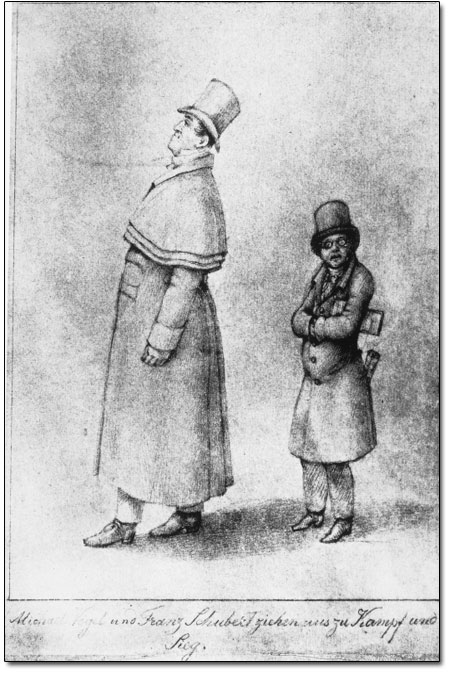
Karikatur, um 1825, Text: „Michael Vogl und Franz Schubert ziehen aus zu Kampf und Sieg“

In der Literatur wird Schubert traditionell gerne als verkanntes Genie dargestellt, das seine Meisterwerke unbeachtet von der Öffentlichkeit schuf. Wahr ist daran, dass Schubert mit seinen Großwerken – etwa seinen Sinfonien – keine große Wirkung erzielte und ihm mit seinen Opern nicht der ersehnte Durchbruch gelang. Ein wesentlicher Grund dafür war, dass er selbst nicht die Öffentlichkeit suchte und anders als Mozart und Beethoven erst 1827 von seinen Freunden zu einem eigenen Konzert überredet werden konnte, das dann auch ein großer Erfolg wurde.
Andererseits war Schubert durchaus überregional bekannt. Vor allem Vogl sorgte als Sänger für die Verbreitung seiner Lieder, und gegen Ende seines Lebens begannen sich auch die Verleger dafür zu interessieren. Rund 100 seiner Werke wurden zu seinen Lebzeiten im Druck veröffentlicht – gemessen an der Zahl von insgesamt etwa 600 Liedern nur ein kleiner Anteil, jedoch mehr, als viele seiner Zeitgenossen publizierten.
Nach Schuberts Tod veröffentlichte Diabelli in den folgenden Jahren noch zahlreiche Lieder und andere kleine Kompositionen. Es dauerte allerdings lange, bis auch die Sinfonien, Messen und Opern der Öffentlichkeit zugänglich wurden. Bei einem Aufenthalt in Wien besuchte Robert Schumann Ferdinand Schubert, der ihm einige Kompositionen aus dem Nachlass zeigte. Schumann begeisterte sich sofort für die Große Sinfonie in C-Dur und setzte sich für sie ein. Am 21. März 1839 fand ihre Uraufführung unter Felix Mendelssohn Bartholdy im Leipziger Gewandhaus statt. Die Unvollendete Sinfonie gelangte erst 1865 aus dem Besitz von Anselm Hüttenbrenner in die Hände des Dirigenten Johann von Herbeck, der sie am 17. Dezember in Wien uraufführte.
Schubert hat trotz seines kurzen Lebens in allen Gattungen seiner Zeit Außerordentliches geschaffen und wird in der heutigen Musikwissenschaft neben Beethoven als der Begründer der romantischen Musik im deutschsprachigen Raum angesehen. Anders als die Komponisten der Wiener Klassik, in deren Tradition er wirkte, räumte er auch den kleineren Formen (Klavierstücke wie Deutsche Tänze, Moments musicaux oder Impromptus) breiten Raum in seinem Schaffen ein, was sich in den Œuvres vieler romantischer Komponisten fortsetzte, angefangen bei Mendelssohn und Schumann und bis in das 20. Jahrhundert (Hugo Wolf, Alexander Skrjabin).
Die musikwissenschaftliche Forschung ist sich darin einig, dass der bedeutendste Beitrag Schuberts zur europäischen Musikgeschichte in seinem Lied-Schaffen besteht. Die Gattung Kunstlied entsteht in ihrer verbindlichen neuen Form eigentlich erst durch ihn. „Franz Schubert hat eine Welt von Poesie in Musik verwandelt. Er hat das Kunstlied auf eine bis dahin nicht gekannte Höhe geführt.“ So beginnt Dietrich Fischer-Dieskau, einer der bedeutendsten Lied-Interpreten in der zweiten Hälfte des 20. Jahrhunderts, sein material- und kenntnisreiches Buch über Schuberts Lieder. Schuberts Vorgänger in der Wiener Klassik Haydn, Mozart und Beethoven (sowie die zahlreichen Kleinmeister) hatten keine sonderlich ausgeprägte Beziehung zum Lied, auch wenn sie hin und wieder Lieder komponierten. Das Besondere an Schuberts Liedern ist etwas, das ihnen fremd war: Schubert komponiert in der Tat „Eine Welt von Poesie“, genauer gesagt: die Sprachgestalt von über 600 Gedichten in Musik. Das heißt, nicht eine musikalische Idee ist leitend (wie sich das beispielsweise in der kompositorischen Eloquenz von Mozarts Arien oder Ensembles in den Opern zeigt), sondern die sprachliche Vorgabe.
Dabei gelingt es Schubert, die besten musikalischen Mittel zu finden, mit denen er die vorgegebene sprach-lyrische Gestalt eines Gedichts nachvollziehen kann. Er ist darin so sicher, dass es unter seinen rund 600 Liedern nur sehr selten zu Fehlgriffen kommt, auch in seinem Frühwerk. Seine Mittel, der vorgegebenen melodischen und metrisch-rhythmischen Sprachgestalt musikalisch zu folgen, sind auch äußere Mittel wie gezielte Wiederholungen von Text (oder gerade das Unterlassen einer erwarteten Wiederholung wie z. B. im Schluss des letzten Lieds der Winterreise, des Leiermanns), häufiges Wechseln des Tongeschlechts in einem Lied, Dominant-Tonika-Kadenzen im Fortissimo als rhetorische Bestätigungen sowie – gerade das gelingt Schubert verblüffend gut – die Klavier-Imitation realer Schallphänomene wie z. B. plätscherndes Wasser, Hundegebell, die Drehbewegung eines Spinnrads, Wetterereignisse, der Klang von anderen Musikinstrumenten, vor allem der Laute usw. Auch die immer stärker werdende Abkehr vom Strophenlied zugunsten des durchkomponierten Lieds fällt auf, da ja die einzelnen Strophen eines Gedichts in ihren Mitteilungen so unterschiedlich sein können, dass keineswegs immer dieselbe Musik dazu passt.
Schuberts Lied-Schaffen unterscheidet sich aber nicht nur von den Liedern seiner Vorgänger wie etwa denen Zelters, sondern auch von seinen Zeitgenossen und Nachfolgern. Bereits Robert Schumann, der sich vergleichbar engagiert dem Kunstlied widmet, teilt Schuberts sprachlichen Ansatz nicht im strengeren Sinn. Auch in berühmten Liedern Schumanns wie etwa den Eichendorff-Liedern wird weniger die sprach-lyrische Vorgabe musikalisch repräsentiert als vielmehr die besondere „Stimmung“, die durch das Gedicht erzeugt wird. Es dominiert die für diese Stimmung erdachte Musik, nicht die sprachliche Vorgabe, die diese Stimmung erzeugt hat. Noch deutlicher wird dies bei späteren Lied-Kompositionen wie denen von Brahms oder Richard Strauss. Während uns Schubert Gedichte musikalisch vermittelt, vermitteln uns Schumann, Brahms, Loewe oder Strauss musikalische Einfälle anhand von Gedichten.
Die ähnlich wie im Fall Mozarts besonders umfangreiche biographische Literatur zu Schubert erörtert diesen grundsätzlichen Sachverhalt zwar nicht expressis verbis, stammt aber aus einer diesem Komponisten zuteil werdenden starken emotionalen Bindung, die wiederum ein Echo ist auf die besonders sprachlyrisch verpflichtete Gestalt der Schubertschen Liedkompositionen.
Während schon das 19. Jahrhundert in Schubert vor allem den eigentlichen Schöpfer des Kunstliedes bewunderte, gewann im 20. Jahrhundert auch seine Instrumentalmusik zentrale Bedeutung im Konzertrepertoire. Auch die Instrumentalkompositionen Schuberts, vor allem die kammermusikalischen, spiegeln sein besonderes Verfahren und erscheinen deshalb oft wie „Lieder ohne Worte“. Die Gesänge der Deutschen Messe sind im kirchlichen Alltag, insbesondere in Österreich, bis zum heutigen Tag sehr verbreitet und populär. Lediglich seine Opern fristen, hauptsächlich wohl wegen der oft wirren und theatralisch unergiebigen Textbücher, bis heute ein Schattendasein.
1977 veröffentlichte die deutsche Electronica-Band Kraftwerk das Album Trans Europa Express mit der Hommage Franz Schubert.

## Ehrungen

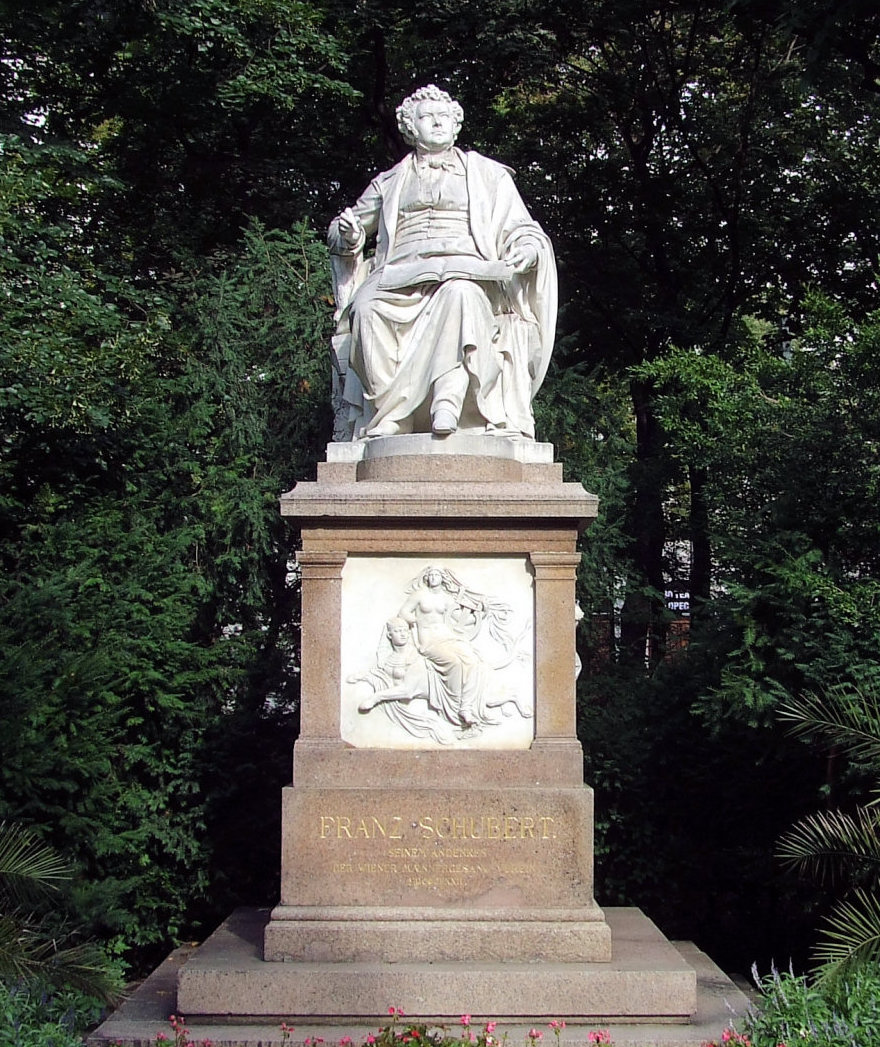
Schubert-Denkmal im Wiener Stadtpark

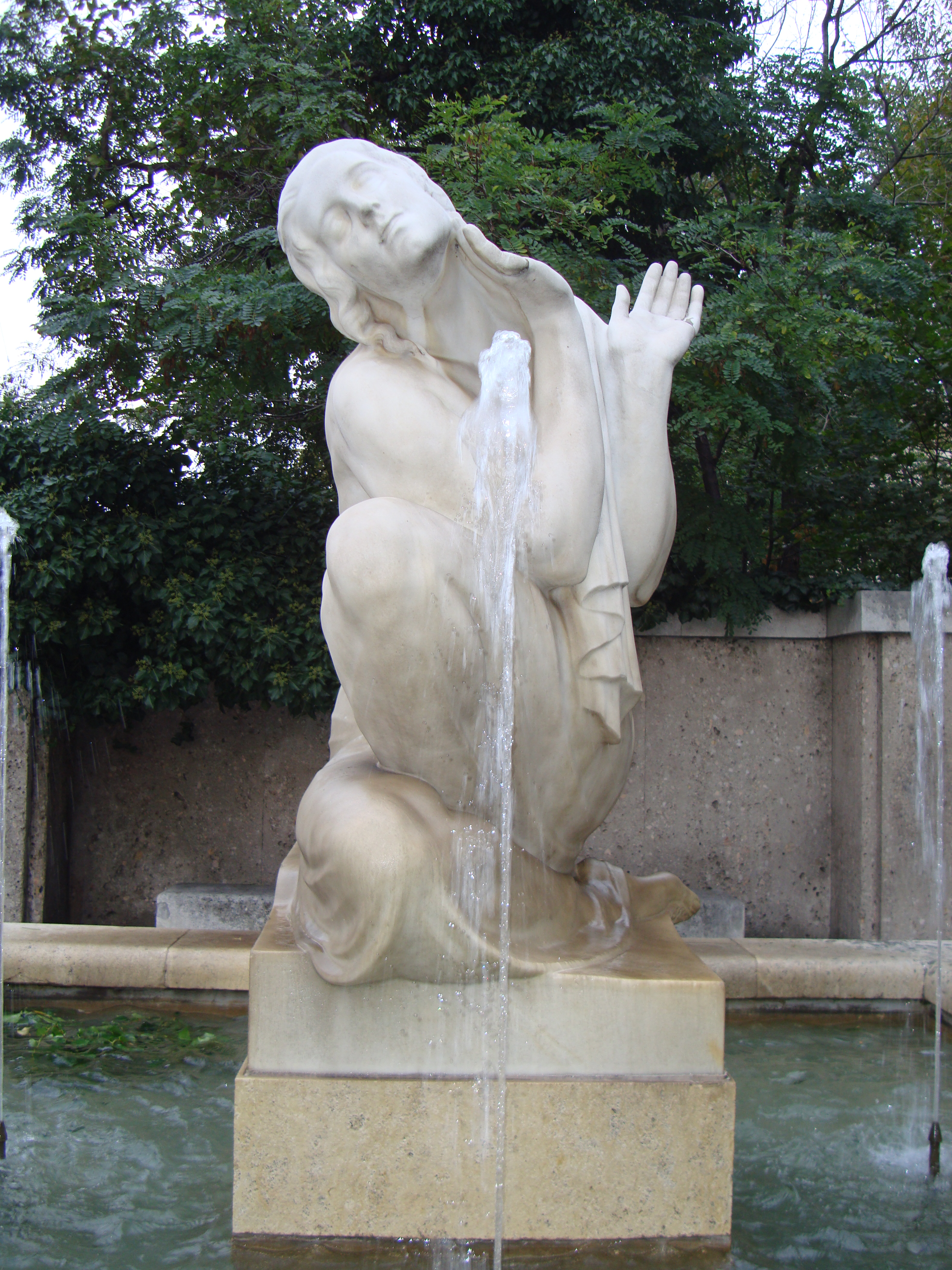
Schubertbrunnen im Wiener Bezirk Alsergrund

1869 schuf Moritz von Schwind in der neuen k.k. Hofoper Wien eine Schubert-Lünette mit Motiven aus Werken von Schubert. 1872 errichtete man zum Andenken Schuberts im Wiener Stadtpark ein von Carl Kundmann gestaltetes Denkmal.
Das Schubert-Jahr 1928 wurde in Österreich groß gefeiert. Unzählige Denkmäler, Gedenktafeln und Schubert-Linden wurden in Städten, Märkten und Dörfern Österreichs enthüllt, meist mit der Inschrift „Dem deutschen Liederfürsten Franz Schubert“.
Aufgrund der großen Popularität Schuberts wurden zahlreiche Verkehrsflächen nach ihm benannt. In Wien sind es bis heute der Schubertring im 1. Bezirk (Innere Stadt), die Schubertgasse im 9. Bezirk (Alsergrund), die Franz-Schubert-Straße im 14. Bezirk (Penzing) und der Franz-Schubert-Weg im 18. Bezirk (Währing). Vor der jeweiligen Eingemeindung nach Wien (1890/1892 bzw. 1938) gab es auch Schubertgassen in Ottakring (heute: Dampfbadgasse), Atzgersdorf (heute: Vertexgasse), Erlaa (heute: Welingergasse) und Liesing (heute: Josef-Bühl-Gasse) sowie Schubertstraßen in Oberlaa (heute: Hasenöhrlstraße) und Essling (heute: Ibachstraße). Weiters gibt es Schubertgassen, Schubertstraßen, Schubertplätze, Schubertwege, Schubertalleen und Schubertringe in sehr vielen österreichischen und deutschen Gemeinden, sowie etwa die West Schubert Avenue in Chicago oder den East Schubert Place in Seattle.
Ein großer Einschlagkrater auf dem Planeten Merkur ist nach Franz Schubert benannt. Gleiches gilt für das Schubert Inlet, eine Bucht an der Küste der westantarktischen Alexander-I.-Insel.

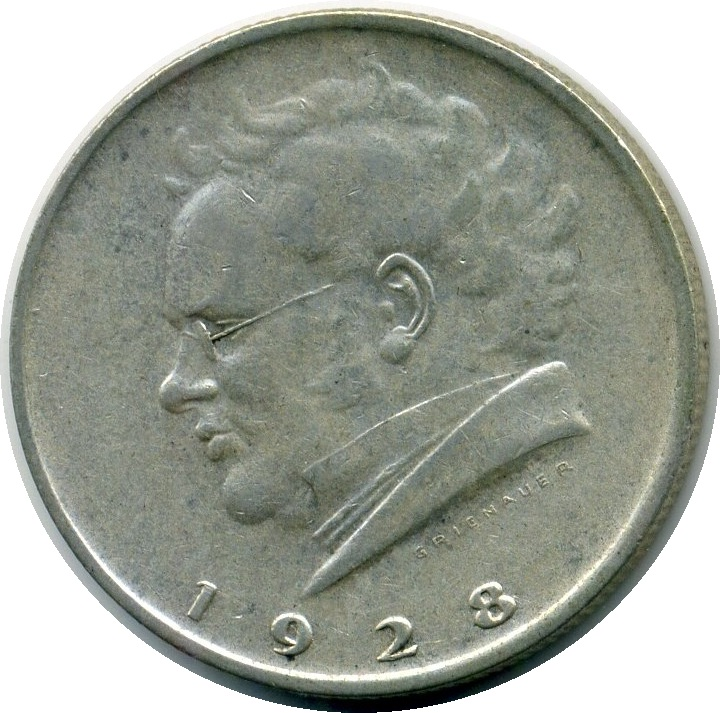
Österreichische 2-Schilling-Münze (1928)

## Schuberts Instrumente
Zu den Klavieren, zu denen Schubert Zugang hatte, gehörten ein Fortepiano von Benignus Seidner, das – aus dem Besitz seines Bruders Ignaz – heute in Schuberts Geburtshaus in Wien ausgestellt ist, und ein Fortepiano von Anton Walter & Sohn, das sich heute im Kunsthistorischen Museum in Wien befindet. Schubert war auch mit Instrumenten des Wiener Klavierbauers Conrad Graf vertraut, dürfte jedoch nie ein eigenes Klavier besessen haben.

## Werke
Die Österreichische Akademie der Wissenschaften machte im November 2015 bekannt, sie habe mehr als 1000 handschriftliche und gedruckte Quellen Schuberts zusammengestellt. Es soll sich um die größte digitale Schubert-Sammlung weltweit handeln, gratis zugänglich.
Bei der Nummerierung der Werke Schuberts wird heute meist das Deutsch-Verzeichnis mit der Abkürzung D zugrunde gelegt. Dessen Vorteil gegenüber der inzwischen seltener gewordenen Opus-Zählung ist, dass sich darin die Werke Schuberts weitgehend chronologisch geordnet finden, während die viel ältere Opus-Zählung aufgrund vieler posthum aufgetauchter Werke dies nicht leisten konnte. Die erste Gesamtausgabe der Werke Schuberts erschien ab 1884 bei Breitkopf & Härtel. Die Arbeit an der Neuen Schubert-Ausgabe, die im Bärenreiter-Verlag erscheint, begann 1965.

### Geistliche Musik
- Sechs lateinische Messen
  - Messe Nr. 1 F-Dur
  - Messe Nr. 2 G-Dur
  - Messe Nr. 3 B-Dur
  - Messe Nr. 4 C-Dur
  - Messe Nr. 5 As-Dur
  - Messe Nr. 6 Es-Dur
- Deutsche Messe
- Zwei Stabat mater
  - Stabat mater in g-Moll (D 175)
  - Stabat mater in f-Moll (D 383)
- Vier Offertorien
  - Offertorium in C-Dur für Sopran (Tenor) und Orchester (1815 (?), D 136)
  - Offertorium in a-Moll für Chor und Orchester (1815, D 181)
  - Offertorium in F-Dur (Salve Regina) für Sopran und Orchester (1815, D 223)
  - Offertorium in B-Dur für Tenor, Chor und Orchester (1828, D 963)
- Kleinere Kirchenkompositionen (darunter ein großes Halleluja, eine achtstimmige Hymne für Männerchor mit Begleitung von Blasinstrumenten, ein Magnificat, das Tantum ergo für Vokalsolistenquartett, Chor und großes Orchester)
- Psalm 92 (auf Hebräisch) für Chor und Bariton-Solo, im Auftrag von Salomon Sulzer für die Wiener Synagoge (1828, D 953)[41]

### Bühnenwerke
- Der Spiegelritter (um 1811, D 11): Singspiel, August von Kotzebue. Fragment (nicht aufgeführt)
- Des Teufels Lustschloß (1813/14, D 84): Natürliche Zauberoper, August von Kotzebue (UA Hans Otto Theater Potsdam 1978)
- Der vierjährige Posten (1815, D 190): Singspiel, Theodor Körner (UA Hofoper Dresden 1896)
- Fernando (1815, D 220): Singspiel, Albert Stadler (nicht aufgeführt)
- Claudine von Villa Bella (1815, D 239): Singspiel, Johann Wolfgang Goethe. Unvollständig erhalten (UA Wien 1913)
- Die Freunde von Salamanka (1815, D 326): Singspiel, Johann Mayrhofer (UA Stadttheater Halle 1928)
- Die Bürgschaft (1816, D 435): Oper nach Friedrich Schillers Ballade Die Bürgschaft, Textdichter unbekannt. Fragment (UA konzertant: Wien 1908, szenisch: Friedrich-Schiller-Universität Jena 2005)
- Adrast (1819/1820, D 137): Oper, Johann Mayrhofer. Unvollendet und fragmentarisch erhalten (UA Wien 2010)
- Die Zwillingsbrüder (1818/1820, D 647): Posse mit Gesang, Georg von Hofmann (UA Hofoper Wien 1820)
- Die Zauberharfe (1820, D 644): Zauberspiel mit Musik (Melodram), Georg von Hofmann (UA Theater an der Wien 1820)
- Lazarus (1820, D 689): Musikalisches Drama, August Hermann Niemeyer. Unvollständig erhalten (UA Stadttheater Essen 1928)
- Sakontala (1820, D 701): Oper in 3 Akten, Johann Philipp Neumann nach Kalidasa. Fragment, zum 1. und 2. Akt nur Entwürfe (szenische Uraufführung: Saarländisches Staatstheater, 27. März 2010)
- Alfonso und Estrella (1821/22, D 732): Große heroisch-romantische Oper, Franz von Schober (UA Hoftheater Weimar 1854)
- Die Verschworenen (1823, D 787): Singspiel, Ignaz Franz Castelli (UA Stadttheater Frankfurt im Comoedienhaus am Roßmarkt 1861)
- Fierrabras (1823, D 796): Heroisch-romantische Oper, Josef Kupelwieser (UA Großherzogliches Hoftheater Karlsruhe 1897)
- Rosamunde (1823, D 797): Großes romantisches Schauspiel mit Chören, Musikbegleitung und Tänzen, Helmina von Chézy (UA Theater an der Wien 1823)
- Der Graf von Gleichen (1827/1828, D 918): Romantische Oper, Eduard von Bauernfeld. Unvollendet (UA Staatstheater Meiningen 1996)

### Chorlieder und -gesänge
- Zahlreiche Chorlieder bzw. mehrstimmige Gesänge für Frauen-, Männer- oder gemischte Stimmen, teils a cappella, vorwiegend jedoch mit Klavierbegleitung, zuweilen auch mit anderen Instrumenten. Nur beispielhaft genannt seien eine Vertonung von Schillers An die Freude (D 189), Nachtgesang im Walde (D 913, mit Hornquartett), die 8-stimmige Vertonung von Goethes Gesang der Geister über den Wassern (D 714, mit Streichern), Mirjams Siegesgesang (D 942, mit Solosopran) oder Die Nacht (D 983c). Eine 1816 komponierte Prometheus-Kantate für Soli, Chor und Orchester (D 451) ist verschollen.
- Anlässlich des Namenstages seines Vaters verfasste Schubert 1813 ein Terzett für zwei Tenöre, Bass und Gitarre.[42]

### Lieder
Etwa 600 Lieder, darunter

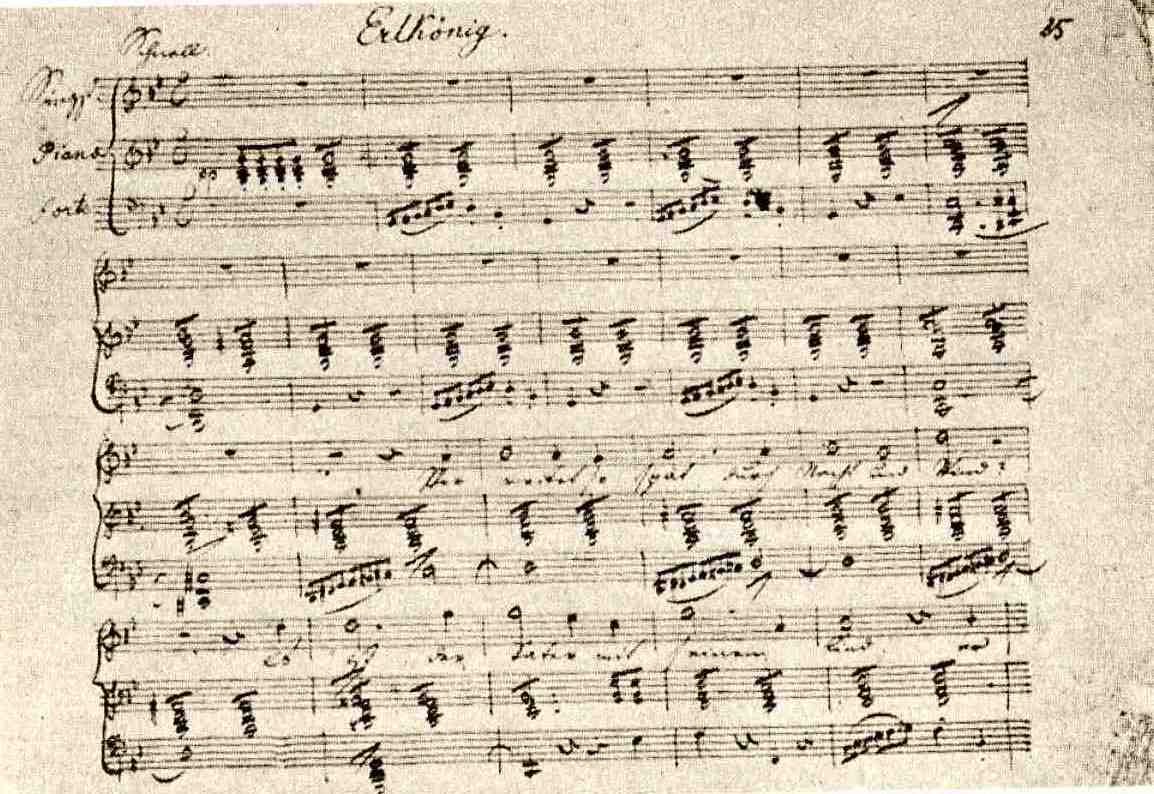
Erlkönig, einfachere Version ohne Triolen in der rechten Hand

- Vertonungen von Gedichten von Claudius, Collin, Goethe, Heine, Hölty, Jacobi, Klopstock, Körner, Kosegarten, Lappe, Leitner, Macpherson, Matthisson, Mayrhofer, Müller, Rückert, Salis-Seewis, Schiller, Gebrüder Schlegel, Schober, Schubart, Schulze, Seidl, Shakespeare, Stolberg, Uz und von vielen anderen
- die Zyklen Die schöne Müllerin und Winterreise (nach Gedichten von Wilhelm Müller; in Letzterem u. a. das Lied Der Lindenbaum, auch bekannt als Am Brunnen vor dem Tore)
- die Liedersammlung Schwanengesang
- der Zyklus Fräulein vom See (nach Walter Scotts The Lady of the Lake), darin Ellens dritter Gesang (bekannt als „Schuberts Ave Maria“)
- Im Abendrot, Der Einsame, Erlkönig, Der Fischer, Die Forelle, Das Lied im Grünen, Heidenröslein, Der Hirt auf dem Felsen (eine dreiteilige Auftragskomposition mit obligater Klarinette), Gesänge des Harfners (3-teilig), Der Jüngling am Bach, An den Mond (6 Vertonungen mehrerer Textvorlagen), Der Schatzgräber, Der Tod und das Mädchen, Der Wanderer, Der Wanderer an den Mond, Das Zügenglöcklein; diverse Versionen von Frühlings-, Herbst-, Winter-, Mai-, Morgen-, Abend-, Liebes-, Sehnsuchts-, Klage- und Trinkliedern sowie Ständchen
- Einige Lieder haben einen Text in italienischer Sprache, so die Vier Canzonen (darunter „Guarda, che bianca luna“ von Iacopo Vittorelli) D 688 und Die Drei Gesänge für Bassstimme D 902, oder Arien nach Texten aus italienischen Opern, darunter „Pensa che questo istante“ D 76 nach einem Text Pietro Metastasios.

Beginnend schon zu Schuberts Lebzeiten erschienen auch zahlreiche mit Gitarrenbegleitung eingerichtete Bearbeitungen seiner Lieder.

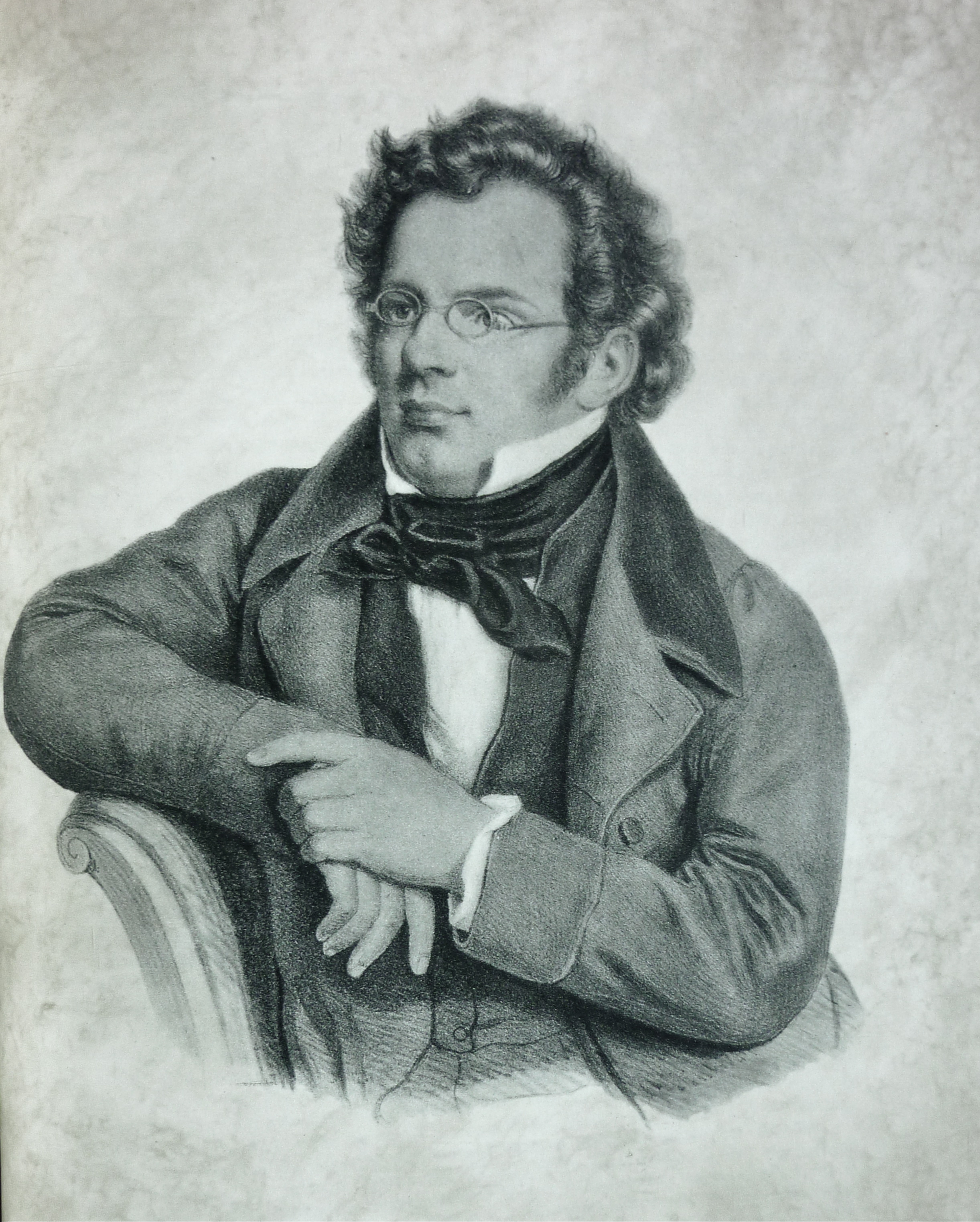
Franz Schubert, Lithografie von C. Helfert nach Josef Kriehuber (postum)

### Orchesterwerke

#### Sinfonien
12 Sinfonien (davon fünf unvollendet)
- Sinfonie-Fragment D-Dur D 2B (1811)
- 1. Sinfonie D-Dur D 82 (1813)
- 2. Sinfonie B-Dur D 125 (1814–15)
- 3. Sinfonie D-Dur D 200 (1815)
- 4. Sinfonie c-Moll D 417 „Tragische“ (1816)
- 5. Sinfonie B-Dur D 485 (1816)
- 6. Sinfonie C-Dur D 589 „Kleine Sinfonie C-Dur“ (1817–18)
- Sinfonie-Entwurf D-Dur D 615 (1818)
- Sinfonie-Entwurf D-Dur D 708A (nach 1820)
- Sinfonie-Fragment E-Dur D 729 (1821)
- [7.] Sinfonie h-Moll D 759 „Unvollendete“ (1822)
- [8.] Sinfonie C-Dur D 944 „Große Sinfonie C-Dur“ (1825, Partitur datiert 1828); laut Ernst Hilmar identisch mit der Gmunden-Gasteiner Sinfonie D 849
- Sinfonie-Entwurf D-Dur, D 936A (1828), für den Konzertgebrauch rekonstruiert und eingerichtet von Peter Gülke, Brian Newbould und Roland Moser[44].

Die Zählung der Sinfonien hat sich mehrfach geändert und führt daher gelegentlich zu Verwirrung. Unstrittig sind die ersten sechs vollendeten Sinfonien. Eine gelegentlich als Nr. 7 gezählte Sinfonie, die sogenannte Gmunden-Gasteiner, galt als verschollen. Nach heutiger Forschung ist aber erwiesen, dass sie identisch mit der „Großen Sinfonie in C-Dur“ ist. Die sogenannte „Unvollendete“ wurde früher als 8., jetzt als 7. bezeichnet. Die „Große Sinfonie in C-Dur“ wurde ursprünglich als 7., später als 9. Sinfonie gezählt; nach heutiger Forschung zählt sie als seine 8. Sinfonie. Um weniger Verwirrung zu stiften, werden die beiden Werke heute meist als „Unvollendete“ (oder „h-Moll-Sinfonie“) und „Große Sinfonie in C-Dur“ (oder kurz „Große C-Dur“) bezeichnet.
Die Fragmente sind in ihrem Umfang sehr unterschiedlich. Zwischenzeitlich wurden jedoch alle in einen aufführbaren Zustand gebracht und auf Schallplatte bzw. CD eingespielt.

#### Ouvertüren
- 9 Ouvertüren (davon 2 „im italienischen Stile“)
- Mehrere Ouvertüren zu Bühnenwerken, u. a. Zauberharfe/Rosamunde, Fierrabras und Alfonso und Estrella

#### Sonstige Orchesterwerke
- Orchesterstücke (Fragmente) D 71c und D 94a
- Konzertstück („Concerto“) für Violine und Orchester D-Dur, D 345
- Rondo für Violine und Streichorchester (Streichquartett) A-Dur, D 438
- Polonaise für Violine und Orchester B-Dur, D 580

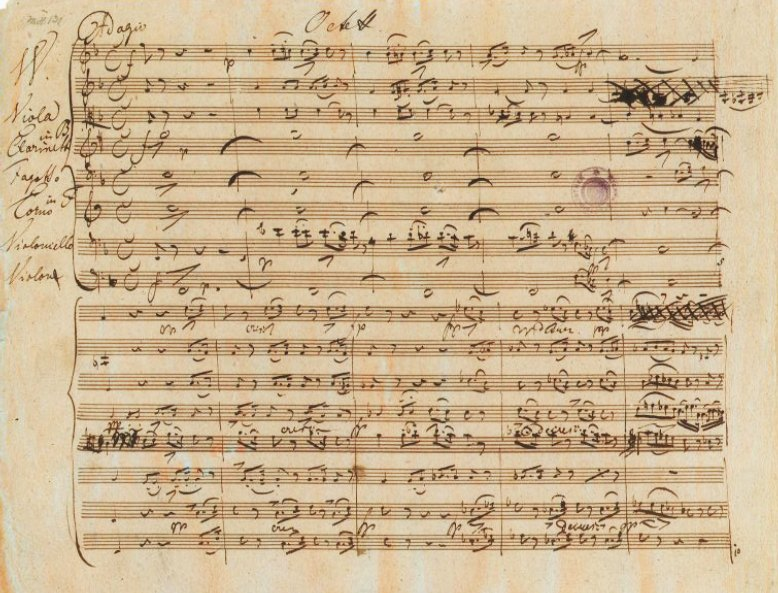
Autograph des Oktetts F-Dur D 803

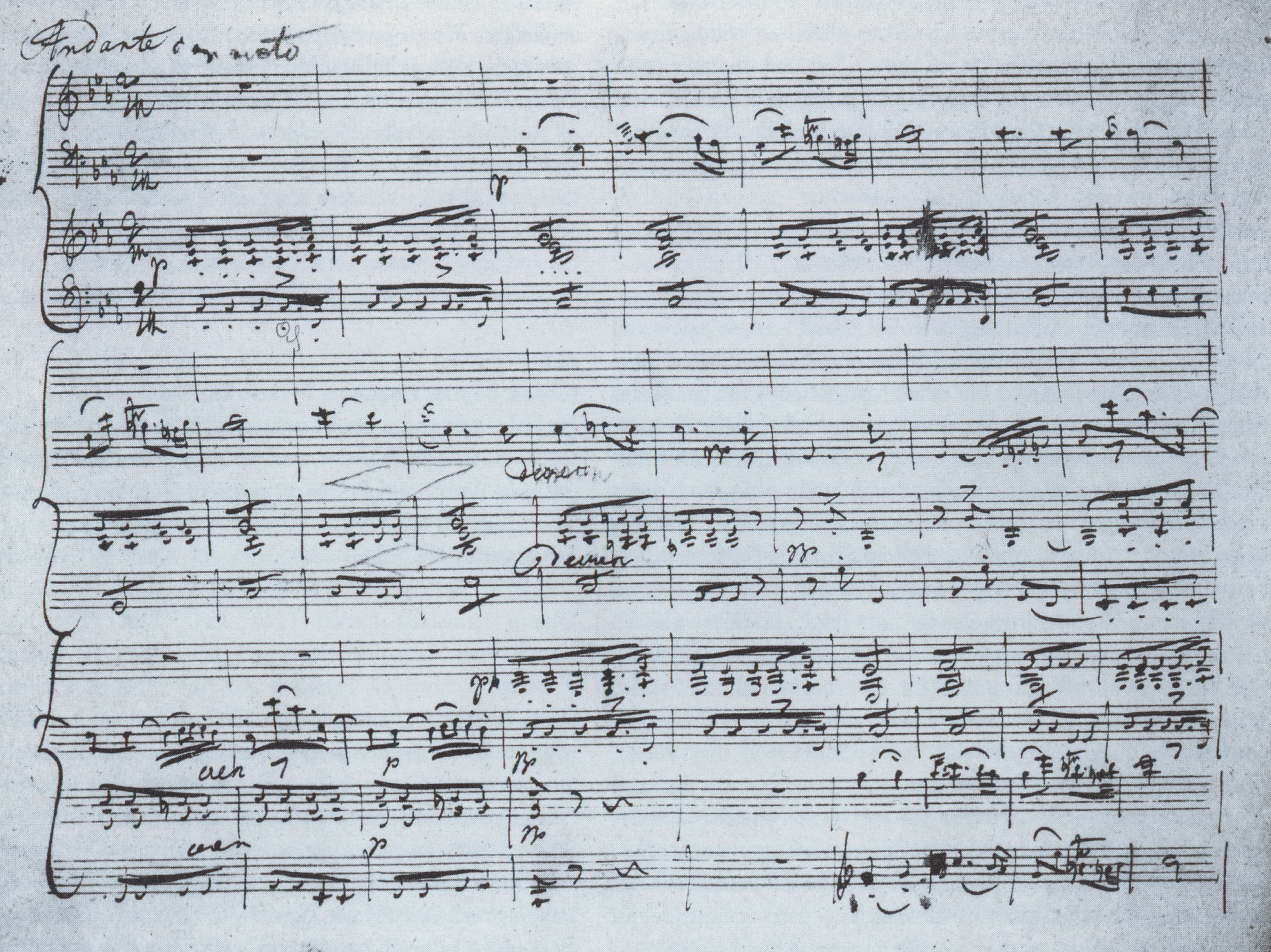
Klaviertrio Es-Dur op. 100 (D 929), 2. Satz (Autograph)

### Kammermusik
- Quartett für Flöte, Gitarre, Bratsche und Violoncello, D 96 (Arrangement eines Notturno für Flöte, Bratsche und Gitarre, Opus 21, von Wenzel Matiegka)
- Forellenquintett A-Dur für Klavier, Violine, Viola, Cello und Kontrabass, D 667 (1819, Erstdruck 1829).
- Streichquintett C-Dur D 956 (op. posth. 163)
- 15 erhaltene Streichquartette, dazu einige verschollene (D 19, D19A, D 40) und ein fragmentarisch erhaltenes
- Klaviertrio Nr. 1 B-Dur D 898
- Klaviertrio Nr. 2 Es-Dur D 929
- 2 Einzelsätze für Klaviertrio
- 2 Streichtrios (D 471, unvollendet; D 581)
- 2 große Duos (Fantasie D 934 und Rondo D 895), 3 kleinere Sonaten (Sonatinen) und eine Sonate D 574 für Klavier und Violine
- Oktett für Streicher und Bläser D 803
- Sonate für Arpeggione und Klavier D 821
- Variationen für Flöte und Klavier über das Lied „Trockene Blumen“ D 802

### Klaviermusik
- 21 Sonaten, davon 12 vollendet, herausragend vor allem in a-Moll (Nr. 14, D 784), die unvollendete "Reliquie" C-Dur (Nr. 15, D 840) sowie a-Moll (Nr. 16, D 845), D-Dur (Nr. 17, D 850), G-Dur (Nr. 18, D 894,  "Fantaisie") und die im Todesjahr entstandenen letzten drei (D 958–960) in c-Moll (Nr. 19), A-Dur (Nr. 20), B-Dur  (Nr. 21), siehe Klaviersonaten Nr. 19 bis 21 (Schubert)
- Acht Impromptus in zwei Zyklen (D 899 und D 935)
- Sechs Moments musicaux D. 780 (op. 94)
- Die „Fünf Klavierstücke“ (so 1843 veröffentlicht, tatsächl. eine unvollendete Klaviersonate E-Dur D 459 und drei Klavierstücke D 459A) und „Drei Klavierstücke“ (D 946)
- die pianistisch sehr anspruchsvolle „Wanderer-Fantasie“ (D 760)
- zahlreiche Werke für Klavier zu vier Händen, darunter die Fantasie in f-Moll (D 940) und der berühmte Militärmarsch (D 733, Nr. 1)
- 13 Variationen über ein Thema von Anselm Hüttenbrenner in a-Moll (D 576)
- 12 Ländler (D 790)
- viele kleinere Stücke für Klavier solo wie das Allegretto in C (D 915) oder der „Grazer Galopp“ (D 925), darunter etliche unvollendete Werke und Fragmente

### Grundlegende wissenschaftliche Werke

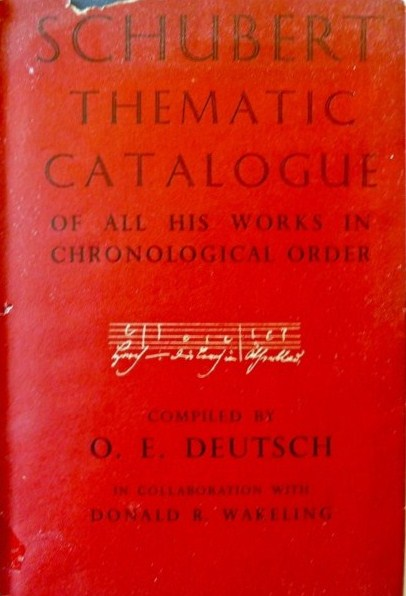
Deutsch-Verzeichnis 1951

## Schubert-Gesellschaften, -Vereine und -Institutionen

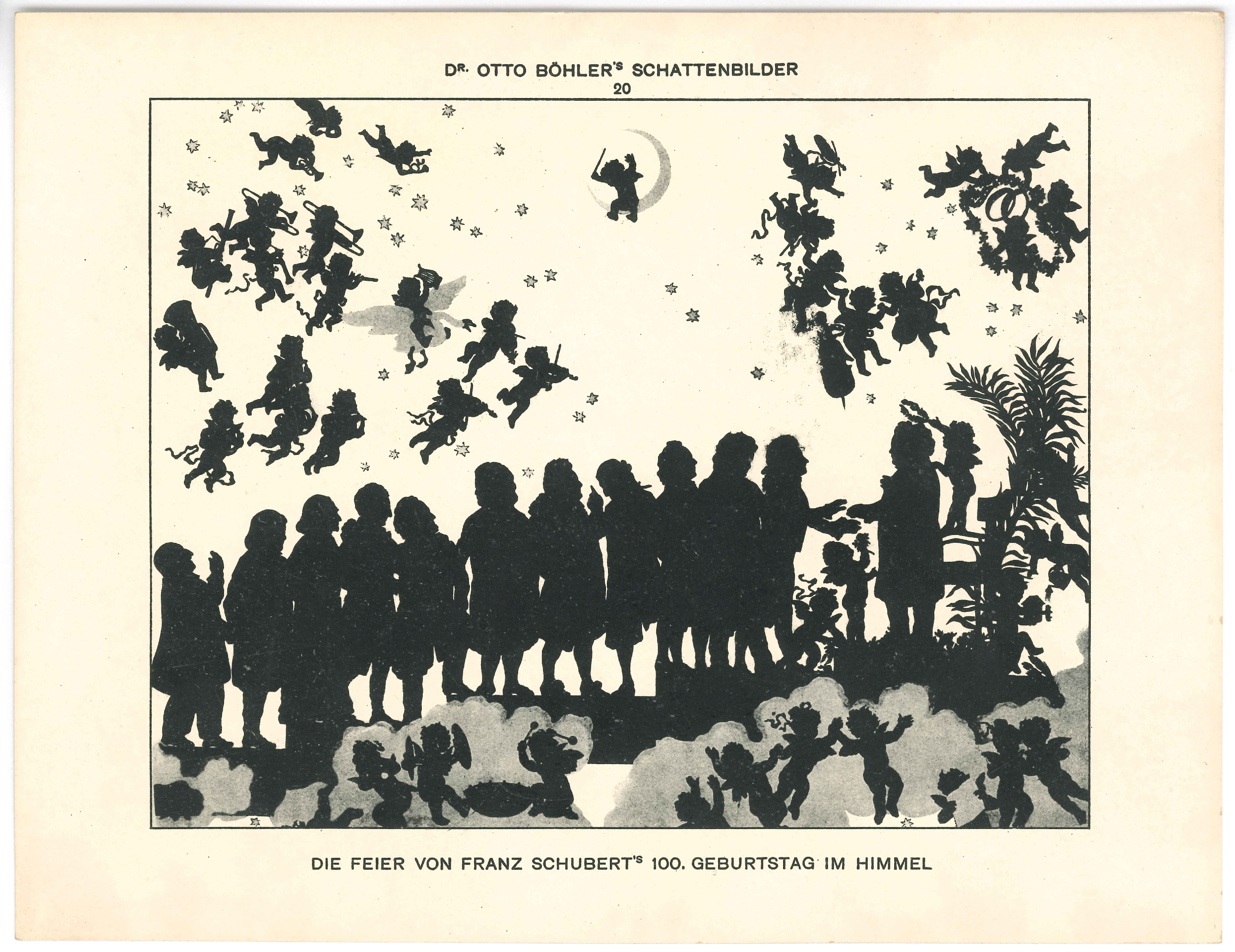
Die Feier von Franz Schuberts 100. Geburtstag im Himmel, Schattenbild von Otto Böhler